# Vesuv
Der Vesuv (italienisch Vesuvio, lateinisch Vesuvius) ist ein aktiver Vulkan. Er liegt am Golf von Neapel in der italienischen Region Kampanien, neun Kilometer von der Stadt Neapel entfernt. Der Berg ist heute 1281 m hoch. Er besteht aus den Resten eines früher wesentlich höheren, älteren Schichtvulkans, des Monte Somma, dessen Spitze bei seinem Ausbruch 79 n. Chr. zu einer Caldera eingestürzt ist, und dem im Inneren des Einsturzbeckens neugebildeten Kegel des „eigentlichen“ Vesuv.
Die Aktivität des Vesuv löst wiederkehrende plinianische Eruptionen aus. Das typische Kennzeichen dieser explosiven Vulkanausbrüche ist das Aufsteigen einer kilometerhohen Eruptionssäule und der schnelle Ausstoß großer Mengen vulkanischen Materials. Die großen Vesuv-Ausbrüche sind zudem von pyroklastischen Strömen begleitet, die zu den gefährlichsten Formen des Vulkanismus zählen. Diesen Großereignissen folgen aktive Phasen mit Eruptionen vom Stromboli-Typ und effusiven Austritten von Lava. Der anschließende Ruhezustand kann mehrere hundert Jahre andauern und endet mit einem erneuten großen Ausbruch.
Die Bezeichnung „plinianische Eruption“ bezieht sich auf Plinius den Jüngeren. Der spätere römische Senator beobachtete als junger Mann den letzten Großausbruch des Vesuv im Jahr 79 n. Chr., bei dem die antiken Städte Pompeji, Herculaneum, Stabiae und Oplontis verschüttet wurden, und schilderte diesen Jahre später in seinen Schriften. Die Vulkanologie verwendet heute den Begriff als allgemeines Klassifikationsmerkmal. Im 20. Jahrhundert brachen mehrere Vulkane in plinianischen Eruptionen aus, darunter der Mount St. Helens 1980 und der Pinatubo 1991. Der Vesuv selbst war nach 79 n. Chr. jahrhundertelang aktiv. Seit dem letzten Ausbruch 1944 befindet er sich in einer Ruhephase.
Die Bezeichnung „Vesuv“ wird auf die indo-europäische Wurzel *aues- („scheinen“) oder *eus- („brennen“) zurückgeführt. Sie würde daher „der Scheinende“ oder „der Brennende“ bedeuten.

## Geologische Entwicklung

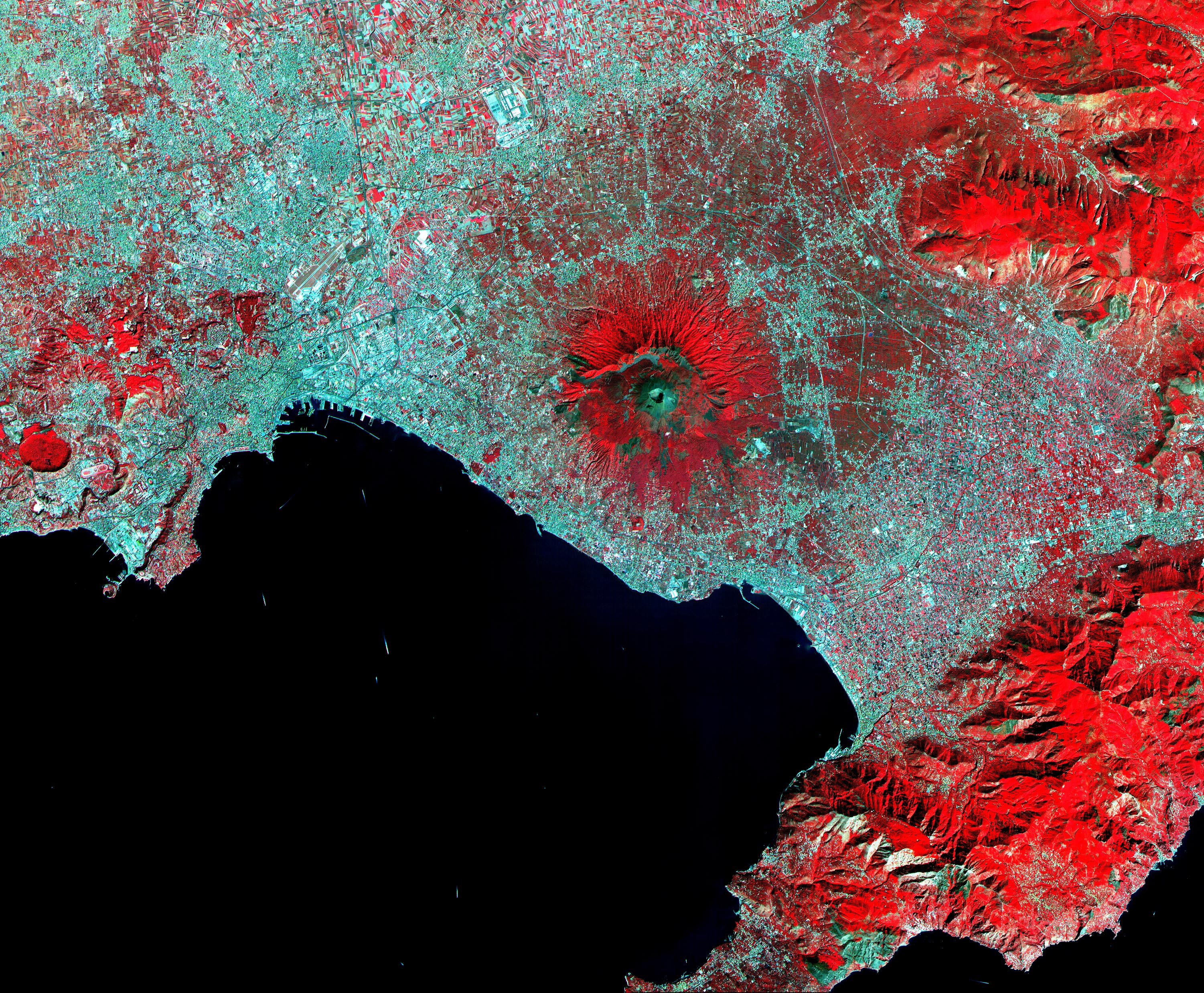
Der Vesuv am 26. September 2000, aufgenommen vom Satelliten Terra aus. Das ASTER-Messinstrument an Bord zeichnet Bilder im Bereich des elektromagnetischen Spektrums bis zum thermischen Infrarot auf. Aus der Aufnahme können die Seehöhe, Oberflächentemperatur, Reflektivität und Emissivität des Vulkans abgeleitet werden.

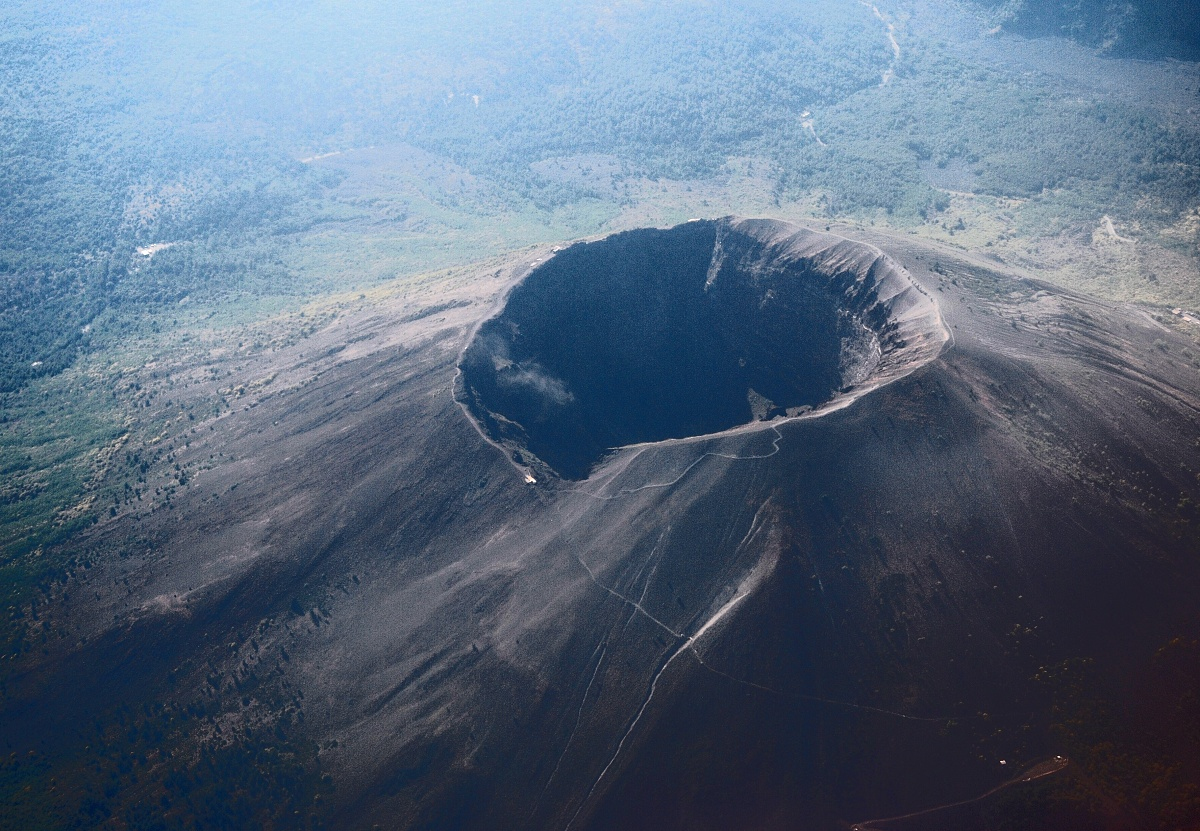
Luftaufnahme des Vesuvs

Der Vesuv liegt über einer vulkanisch aktiven Subduktionszone zwischen der afrikanischen und der eurasischen Kontinentalplatte. Er ist Teil des Vulkangürtels der Romana, der sich vom Monte Amiata bei Siena bis zum Monte Vulture bei Potenza erstreckt.
Der Vulkan, der im Süden und Westen an den Golf von Neapel grenzt, hat am Fuß einen Umfang von etwa 80 km und bedeckt eine Fläche von rund 480 km². Der auch Somma-Vesuv-Komplex genannte Schichtvulkan besteht aus zwei konzentrischen Kegeln, von denen der äußere kaum mehr vorhanden ist. Die Spitze des ursprünglichen Somma stürzte 79 n. Chr. zu einer Caldera mit einem Durchmesser von etwa 4 km ein, die fast vollständig mit den Produkten nachfolgender Ausbrüche gefüllt ist. Nur der nordöstliche Teil des Kraterrandes ist noch als sichelförmiger Wall sichtbar. Er überragt den Boden des Einsturzbeckens um 200 m und erreicht an der Punta Nasone eine Höhe von 1132 m. Dieser Wall-Rest des älteren Kegels trägt den Namen Monte Somma. In der Caldera entstand als Tochtervulkan der eigentliche Vesuv-Kegel (it. auch Gran Cono = Großkegel genannt). Er ist heute 1281 m hoch. Der Monte Somma und der Vesuv sind durch das 5 km lange Valle del Gigante getrennt. Der westliche Teil dieses Tals wird als Atrio del Cavallo, der östliche als Valle dell’Inferno bezeichnet. Die Besonderheit dieser Vulkanformation prägte den Begriff Sommavulkan für einen Vulkan mit Gipfelcaldera, die einen jüngeren Aufschüttkegel umschließt.
Die Basis des Somma-Vesuv befindet sich etwa 1000 m unter dem heutigen Meeresspiegel. Der Kegel liegt auf einer mehrere Kilometer mächtigen sedimentären Abfolge des Mesozoikums und des Tertiärs. In den vulkanischen Förderprodukten finden sich tertiäre Sandsteine, Mergel und Tone, Kalkstein-Xenolithe der Kreide und des Jura, sowie Dolomite der Trias. Die Mächtigkeit der mesozoischen Schichten wird mit jeweils 1500 bis 1700 m angegeben. Zwischen den Sedimenten und dem Vulkansockel befindet sich eine Schicht grauer Campanischer Tuffe, die aus dem benachbarten Vulkangebiet der Phlegräischen Felder stammt und rund 39.000 Jahre alt ist.
Aus seismischen Messungen geht hervor, dass das Dach der Magmakammer in etwa 5,5 km Tiefe in den Trias-Dolomiten liegt. Zum gleichen Ergebnis kam bereits der Geologe Alfred Rittmann nach der Untersuchung kontaktmetamorpher Auswürflinge, da von den vulkanischen Förderprodukten nur die Dolomite besonders stark verändert sind. Sie müssen also in längerem Kontakt mit dem Magma gestanden haben. Das Kammervolumen beträgt nach Rittmanns Berechnungen 50 km³, der Kammerradius wird mit ca. 3 km angegeben.

Allgemeine tektonische Situation des Mittelmeerraumes
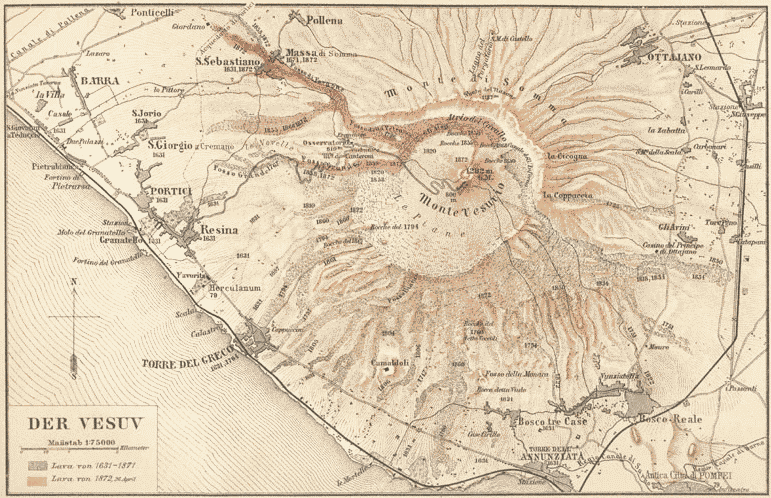
Historische Karte des Vesuv aus Meyers Konversationslexikon (1888)
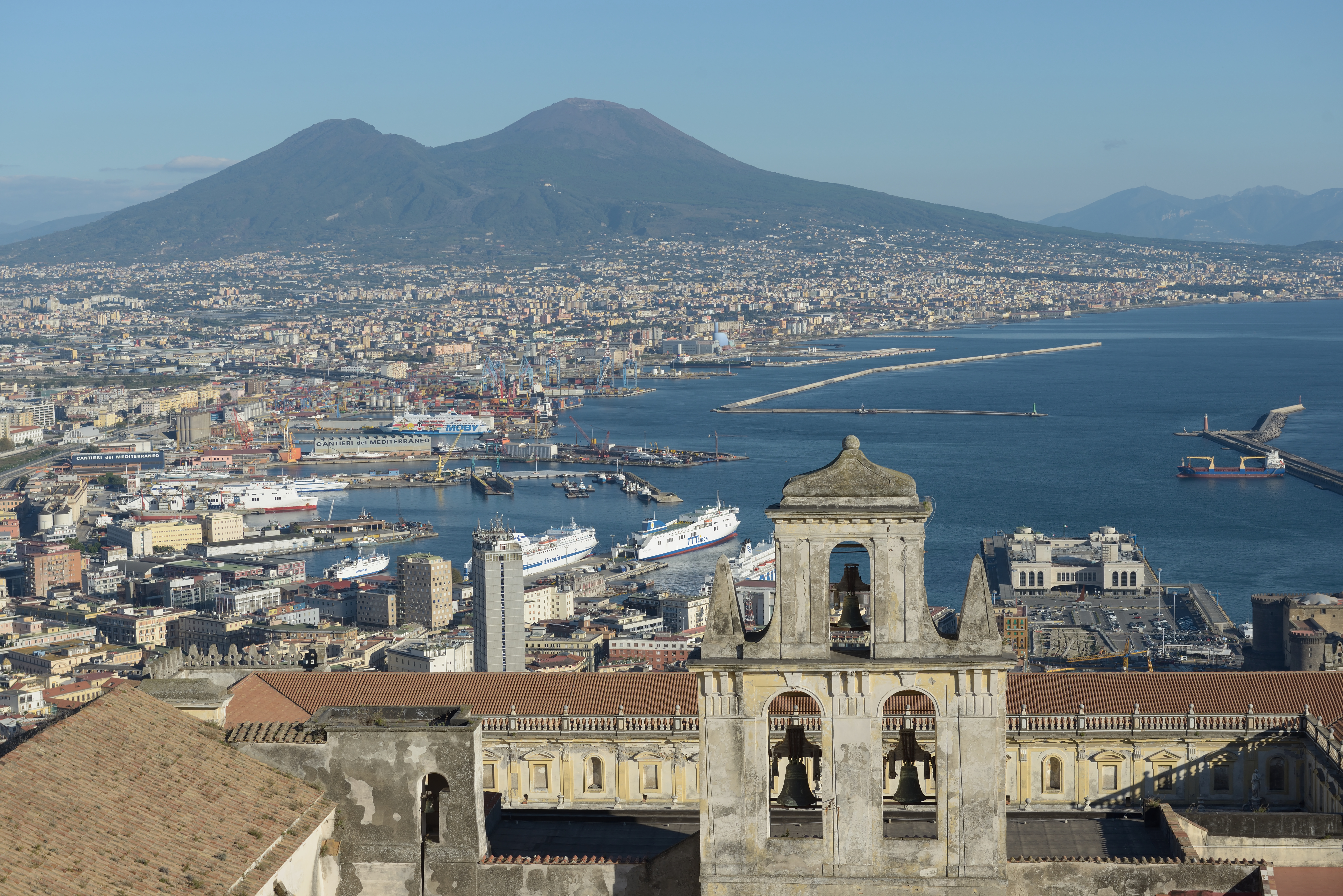
Neapel und der Vesuv (2016)
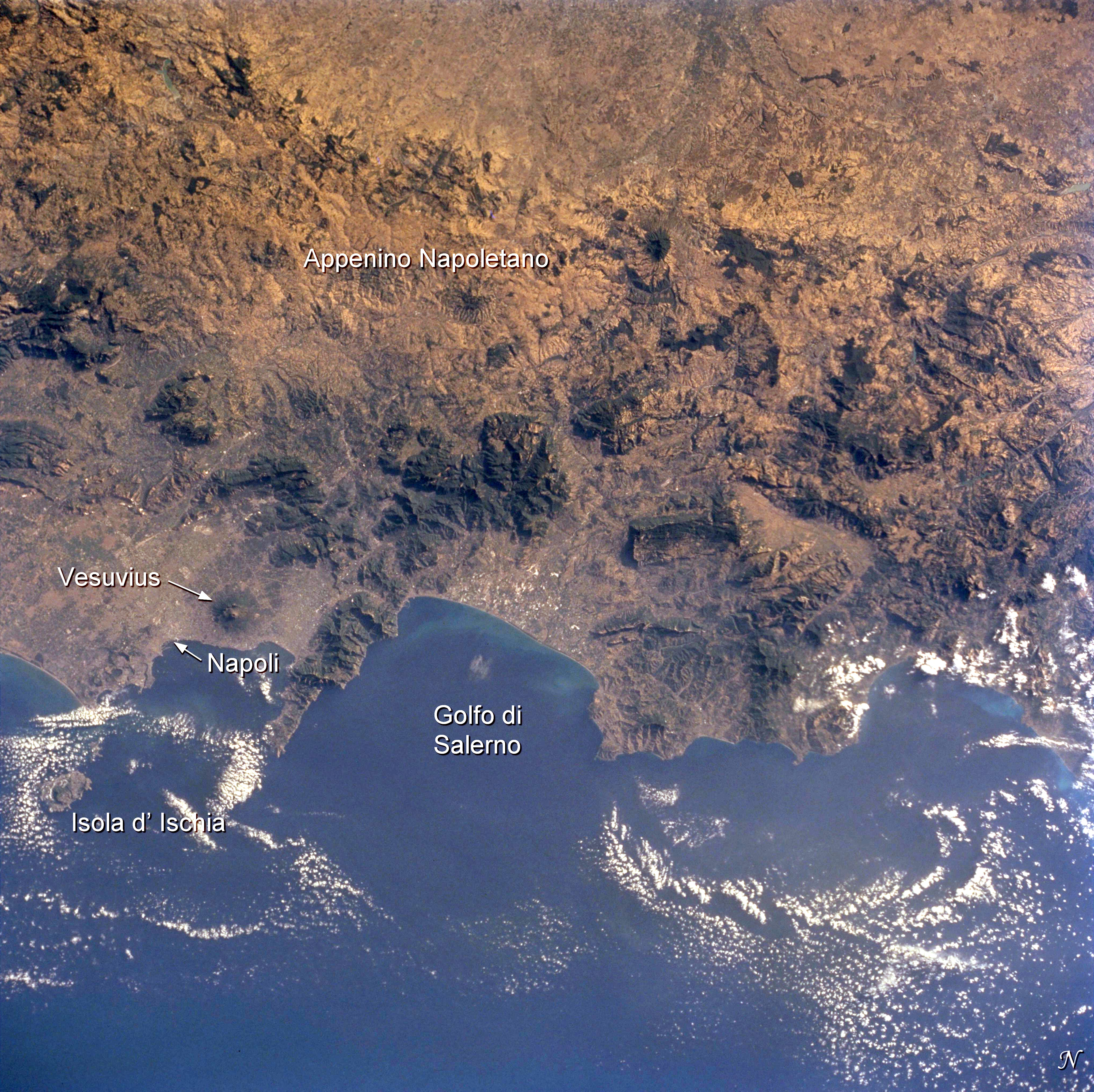
Lage des Vesuv am Golf von Neapel – NASA-Johnson Space Center (2004)

## Eruptionsgeschichte

### Eruptionsphasen
Die vulkanischen Aktivitäten im Bereich des Vesuvs begannen vor mindestens 400.000 Jahren, während des Pleistozän.
Seither charakterisierten plinianische und sub-plinianische Eruptionen das Geschehen, unterbrochen von Ruhezeiten. Vor 18.300 ± 180 Jahren kam es zu einer plinianischen Eruption, der Pomici di Base. Sie erzeugte eine 20 km hohe Eruptionssäule, und ihre pyroklastischen Ablagerungen erreichen noch heute in einer Entfernung von 10 km eine Mächtigkeit von 6,5 m. Nach einer Reihe kleinerer effusiver Ausbrüche endete vor 16.130 ± 110 Jahren mit der Pomici Verdoline diese plinianische Eruptionsepoche.
Nach der längsten Ruhezeit leitete um das Jahr 6000 v. Chr. ein plinianischer Ausbruch, die Pomici di Mercato oder Ottaviano-Eruption, eine weitere Tätigkeitsphase ein. Ihre Ablagerungen sind noch in einer Entfernung von 30 km bis zu 50 cm stark.

### Avellino-Eruption
Nach einer vermutlich längeren Ruhephase zerstörte eine plinianische Eruption, die Pomici di Avellino, vor 3790 ± 70 Jahren die bronzezeitlichen Siedlungen der Umgebung. Der außerordentlich heftige Ausbruch war von pyroklastischen Strömen begleitet, die noch in 15 km Entfernung nachweisbar sind. Dieser vierte plinianische Ausbruch war die erste Eruption, deren Auswirkungen auf die am Vesuv lebenden Menschen durch archäologische Funde nachweisbar sind, und verlief in nordöstliche Richtung über die heutigen Ortschaften Avellino, Nola und das Dorf San Paolo Bel Sito hinweg.
Das Gebiet von Avellino, etwa 35 km vom Vulkan entfernt, wurde mit einer ca. 50 cm dicken Ascheschicht bedeckt. In unmittelbarer Umgebung des Vesuv betrug die Dicke der Ascheschicht sogar mehrere Meter. Beim Fundamentaushub für eine neue Autobahn nahe Avellino wurde 1972 erstmals unter alten Schichten von Vulkanauswurf bronzezeitliche Keramik gefunden. Beim Bau eines Supermarktes in Nola 2001 entdeckte man einen verschütteten Schmelzofen aus derselben Epoche. Weitere Grabungen legten Reste eines kleinen Dorfes frei. Alle Häuser waren von dicken Ascheschichten aus ebendieser Zeit begraben und wurden, nach den Befunden des englischen Bronzezeit-Archäologen Simon Stoddart und des Italieners Giuseppe Vecchio von der Archäologiebehörde Neapel, von den damaligen Bewohnern in aller Eile verlassen. In unmittelbarer Nähe fanden sich viele Reste von Gebrauchsgegenständen sowie Skelette von Haus- und Nutztieren. Weil dieses Dorf angesichts des Vesuv-Ausbruchs überstürzt verlassen und kurz darauf von dicken Asche- und Lavaschichten verschüttet und damit konserviert wurde, ist es in einem – für bronzezeitliche Siedlungen dieser Gegend – einmaligen Erhaltungszustand. Es ermöglicht einen tiefen Einblick in den Alltag der damals dort siedelnden Bauern, aber auch in die Sozialstrukturen und Eigentumsverhältnisse dieser Siedlung.
Im nahen San Paolo Bel Sito entdeckten Archäologen schon 1970 die Skelette eines etwa 45-jährigen Mannes mit arthritischen Knochendeformationen und einer etwa 20 Jahre jüngeren Frau, die der italienische Anthropologe Pier Paolo Petrone als Opfer dieser Eruptionskatastrophe erkannte. Sie konnten – vermutlich aufgrund des für damalige Verhältnisse vergleichsweise hohen Alters des Mannes und der körperlichen Schäden, die die harte Landarbeit für beide mit sich brachte – den langen Fluchtweg nicht mehr schnell genug zurücklegen, der sie vor den nahenden Lava- oder Steinmassen gerettet hätte.
Bei Bauarbeiten für die neue Bahnhochgeschwindigkeitsstrecke zwischen Neapel und Rom wurden im Sommer 2004 nahe der Stadt Afragola Tausende menschliche Fußspuren entdeckt. Geologische Analysen beweisen, dass die Abdrücke von bronzezeitlichen Bewohnern stammen, die vor der Avellino-Eruption flohen.

### Pompeji-Eruption

#### Überblick

Karte der Eruption im Jahr 79

Der letzte größere „subplinianische“ Ausbruch des Vesuv ereignete sich um 800 v. Chr., danach ruhte der Vulkan jahrhundertelang und galt als erloschen. An der Bucht von Neapel entstanden wohlhabende römische Siedlungen, Villen und Landhäuser, die Hänge des Vesuv waren für guten Wein und gesunde Luft berühmt. Es gibt auch Zeugnisse darüber, dass die Zerstörungskraft nicht ganz in Vergessenheit geraten war:
Vitruv berichtete um 25 v. Chr. von Erzählungen von Feuer und Flammen, die der Berg in alten Zeiten über die Felder ausgeworfen habe, und der Geograph Strabon beschrieb um 20 n. Chr. das Gestein auf dem Gipfel als „vom Feuer zerfressen“.
Der letzte plinianische Ausbruch des Vesuv, bei dem die Orte Pompeji, Herculaneum, Oplontis und das rund zwölf Kilometer entfernte Stabiae unter Staub- und Aschemassen vollständig begraben wurden, ereignete sich laut Plinius im Jahr 79 n. Chr. Diese Pompeji-Eruption traf die Anwohner des Berges unvorbereitet; ihr Verlauf ist gut dokumentiert.

#### Dokumentation
Das Datum 24. August 79 stammt aus einem Brief des römischen Schriftstellers Plinius des Jüngeren, der als Achtzehnjähriger die Eruption in Misenum an der Westspitze des Golf von Neapel erlebte, und wird in vielen Veröffentlichungen zitiert. Plinius beschrieb viele Jahre später in zwei Briefen an den Historiker Tacitus den Tod seines Onkels Plinius des Älteren; dieser war Gelehrter und Präfekt der römischen Flotte. In seinen Berichten schildert Plinius zahlreiche Einzelheiten des Ausbruchs: den Aufstieg der Eruptionssäule, den Niederschlag von Asche und Bimssteinen, Erdstöße und den Rückzug des Meeresspiegels. Die Pompeji-Eruption ist damit die erste durch Augenzeugen dokumentierte Naturkatastrophe. Die beiden Briefe liegen nicht im Original, sondern nur in mittelalterlichen und neuzeitlichen Abschriften vor. Sie ermöglichen eine genaue Datierung in das Jahr 79, das Tagesdatum 24. August ist aber umstritten: Eine neu entdeckte, wohl von Bauarbeitern stammende Inschrift mit Datierung 17. Oktober (aus ansonsten recht vergänglichem Kohlestaub), Münzanalysen, Funde von frischem Garum (die dafür im Sommer gefangenen Fische mussten dafür mindestens einen bis zwei Monate gelagert werden) und Funde von Herbstfrüchten wie Granatäpfeln, Kastanien, Nüssen und Oliven sowie verschlossene Weinbehälter bei Boscoreale, in denen Most lagerte, lassen auch die Deutung zu, die Eruption habe sich erst im Herbst, um den 24. Oktober, zugetragen. Einem der zahlreichen mittelalterlichen Kopisten der Pliniusbriefe könnte ein Fehler unterlaufen sein. Die Spanne der Daten, die in anderen Kopien angegeben werden, reicht von August bis Ende November. Der senatorische Geschichtsschreiber Cassius Dio datierte in seiner „Römischen Geschichte“ den Ausbruch auf einen Zeitpunkt „ganz am Ende des Sommers“.
Der schriftliche Bericht passt zur Stratigraphie der vulkanischen Ablagerungen im Vesuv-Gebiet und gilt deshalb als treffende Beschreibung des Ausbruchs. Ein „Augenzeuge“ war der jüngere Plinius allerdings nur mittelbar. Die Ereignisse in der Nähe des Vulkans schildert er anhand von Aufzeichnungen seines Onkels, der mit einem Schiff nach Herculaneum wollte, um das Naturschauspiel aus der Nähe zu beobachten und den Bewohnern Hilfe zu leisten. Der Ascheregen allerdings hinderte ihn an seinem Vorhaben und er segelte Richtung Stabiae, wo Freunde lebten. Er starb in Stabiae; sein Neffe Plinius konnte sich mit den übrigen Einwohnern von Misenum rechtzeitig in Sicherheit bringen.

#### Verlauf

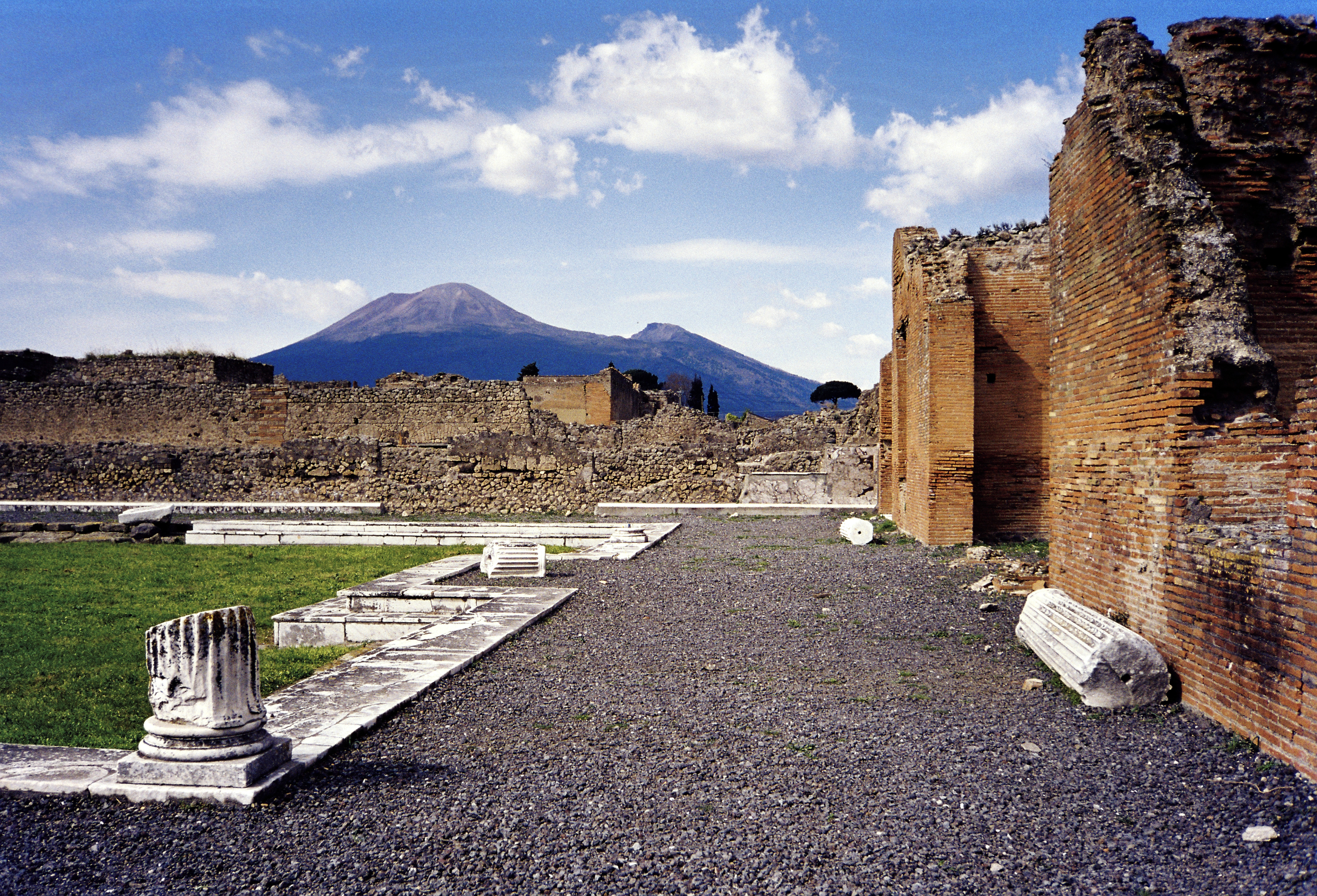
Der Vesuv im Jahr 1998, von Pompeji aus gesehen

Dass sich eine neue Phase von Aktivität ankündigte, bezeugt ein schweres Erdbeben am 5. Februar 62, das möglicherweise durch die Sackung einer Scholle des Herddaches oder das Aufreißen einer Spalte im Untergrund verursacht wurde. Das Datum ergibt sich aus dem Abbruch der Quittungstafeln des Lucius Caecilius Iucundus. Die Gefahr einer kommenden Eruption wurde nicht erkannt. Als der Vesuv im Jahre 79 ausbrach, waren die Wiederherstellungsarbeiten in Pompeji und anderswo noch nicht beendet.
Durch das Erdbeben lockerte sich der Pfropfen, der den Schlot des Vulkans verstopfte. Dessen Widerstand wurde durch die eingeschlossenen aufsteigenden Gase und durch das stetige Anwachsen des Drucks in der Magmakammer immer mehr Kraft entgegengesetzt. Vermutlich am 24. August 79 gegen 13 Uhr überwand der Innendruck den Widerstand des Pfropfens, der schlagartig zertrümmert und herausgeschleudert wurde, wodurch die Spitze des Vulkans weggesprengt wurde.
Während der folgenden Stunden stieg eine Eruptionssäule aus heißem Wasserdampf, Kohlenstoff und vulkanischem Auswurf auf. Die 700–800 °C heiße Magma bewegte sich mit Überschallgeschwindigkeit aufwärts. Neben Vulkanasche, Bimssteinen und Lapilli wurden auch Dolomite aus der Magmakammer ausgeworfen – ein Beleg dafür, dass der Schlot bis mehrere Kilometer tief hinab leer geschossen wurde. Danach blies ein Gasstrahl das zerriebene Gestein der glühenden Schlotwände bis hinauf in die Stratosphäre. Der Wind trug leichtere vulkanische Produkte mit einem Volumen von insgesamt etwa einem Kubikkilometer nach Südosten. In dieser Richtung lagen die Orte Pompeji, Oplontis, Stabiae und viele Landhäuser und Villen, auf die ein dichterer Niederschlag aus Asche und Bimssteinen fiel. Zwischen dem feinen Auswurfmaterial, welches eher herunterrieselte, schlugen schwerere Gesteinsbrocken mit 200 km/h auf die Erde. Nach etwa einer Stunde war der Himmel verdüstert und die Sicht stark eingeschränkt. Die Eruptionssäule hatte mittlerweile eine Höhe von etwa 20 km erreicht. Archäologische Funde belegen, dass einige Menschen in den bedrohten Orten während des Ausbruchs ihre Häuser verließen. Wie viele sich retten konnten, ist unbekannt; eine Flucht war wohl nur in den ersten Stunden möglich.
Am Nachmittag, etwa fünf Stunden nach dem Beginn des Ausbruchs, war Pompeji mit einer mehr als 50 cm dicken Schicht vulkanischen Materials bedeckt und ein Teil der Dächer der halbverlassenen Stadt war eingebrochen. Der leere Schlot des Vulkans stürzte mehrfach ein und wurde anschließend durch heftige Explosionen wieder freigeräumt, die Asche-Eruptionen nahmen zu. Gegen Mitternacht, etwa 12 Stunden nach dem Beginn, erreichte die erste Eruptionsphase ihren Höhepunkt. Er war vermutlich von heftigen vulkanischen Erdbeben begleitet, die Eruptionssäule war nun 30 km hoch.

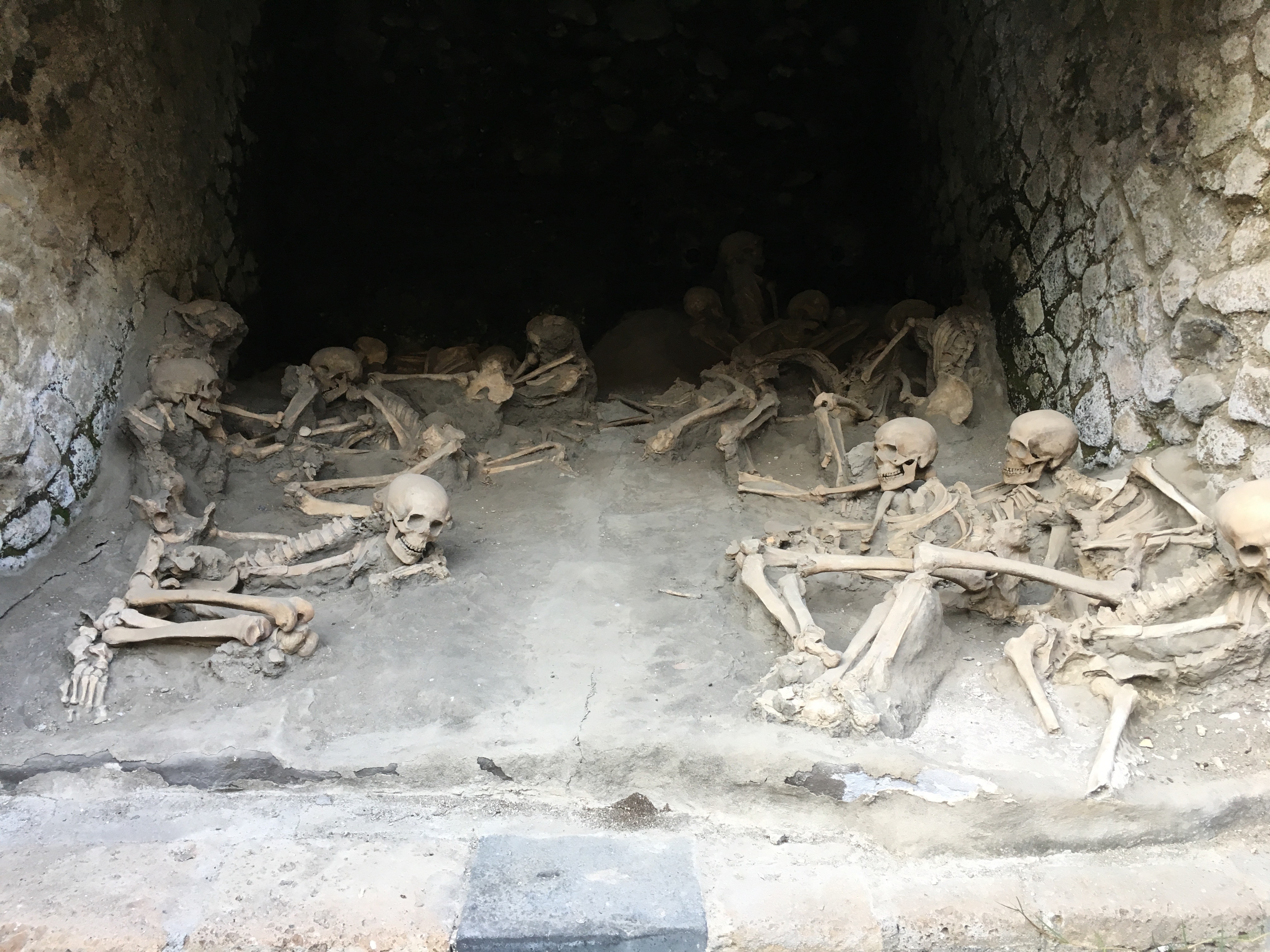
Überreste der Opfer des Ausbruchs in Herculaneum

Kurz nach Mitternacht begann die Eruptionssäule zusammenzubrechen. Der erste der nun entstehenden pyroklastischen Ströme wälzte sich über Herculaneum und tötete Menschen, die am Strand in Bootshäusern Schutz gesucht hatten. Der Zusammenbruch hatte mehrere Phasen und erzeugte insgesamt sechs, auch mit schwerem Material stark gesättigte Ströme, deren Wucht die aus den Fallablagerungen herausragenden Häuser zerstörte und den letzten Überlebenden in Pompeji den Tod brachte. Die zweite Eruptionsphase endete am Morgen des 25. August mit der sechsten Glutlawine. Nach dem Auswurf enormer Massen pyroklastischen Materials waren der Schlot und der obere Teil der Magmakammer leer; das Dach der Kammer stürzte ein. Dadurch entstand eine Caldera, in der sich später der Kegel des heutigen Vesuv bildete.
In den 18 Stunden des Ausbruches hatte der Vulkan mehr als 3,3 km³ Tephra (Bimsstein, Felsgesteine und Asche) ausgeworfen. Die Pompeji-Eruption erreichte damit einen Wert von 5 auf der Skala des Vulkanexplosivitätsindex. Ascheregen und pyroklastische Ströme häuften eine bis zu 20 Meter hohe Schicht über den zerstörten Ortschaften auf. Die Gesamtzahl der Todesopfer wird mit bis zu 5000 angegeben. Die Überreste von 1150 Menschen sind allein in Pompeji ausgegraben worden. Das vulkanische Material verfestigte sich im Laufe der Zeit zu einer harten, durchgehenden Masse von Tuffstein.

### Postplinianische Phase
Die Pompeji-Eruption leitete die letzte postplinianische Phase ein, die bis heute andauert. Bis zum späten Mittelalter war der Vulkan aktiv, die Berichte sind jedoch vor allem für das frühe Mittelalter zum Teil unsicher und bruchstückhaft. Cassius Dio erwähnt einen Ausbruch im Jahr 203, größere subplinianische Eruptionen sind in den Jahren 472 und 512 bezeugt. In der Zeit der Ostgotenherrschaft schildert ein Brief des Königs Theoderich des Großen detailreich die Aktivität des Berges, und auch Prokopios von Caesarea beschreibt ihn in seinem Gotenkrieg. Weitere Ausbrüche sind dagegen nur in knappen annalistischen Angaben überliefert. Für 1139 berichtet eine Chronik aus Benevento, der Berg habe acht Tage lang Feuer und Flammen ausgeworfen. Ab dem 14. Jahrhundert klang die vulkanische Aktivität ab. In der Mitte des 16. Jahrhunderts galt der Vesuv als erloschen. In der Cosmographia des Sebastian Münster heißt es, er habe „auch vor Zeiten Feur gespeuwen.“ Die Stellen, an denen immer noch heiße Dämpfe austraten, wurden zu therapeutischen Zwecken aufgesucht.
1631 erwachte er wieder mit der stärksten Eruption nach dem Untergang von Pompeji. Sie hatte sich bereits im Juli mit einem Erdbeben angekündigt. Ab Ende November hob sich der Boden des Kraters an und der Grundwasserspiegel änderte sich. Am Morgen des 16. Dezember begann der Ausbruch mit explosiven Ausstößen von Lava und Aschewolken. Am Morgen des 17. Dezember wurde der Gipfel des Vulkans weggesprengt. Ein Schlammstrom floss am Westhang bis zum Meer, Lavaströme traten auch aus Rissen an den Bergflanken aus. Der von starken Erdbeben und Flutwellen begleitete Ausbruch dauerte bis zum 18. Dezember an und setzte sich mit kleineren Erdstößen und Ascheauswürfen bis Anfang 1632 fort. Lava, Aschefall und Schlammströme richteten Schäden in Torre Annunziata, Torre del Greco, Pugliano, Portici und weiteren Orten der Umgebung an, eine Ascheschicht von 30 cm bedeckte Neapel. Der vulkanische Staub wurde noch in Istanbul registriert. Obwohl 40.000 Anwohner schutzsuchend nach Neapel flüchteten, brachte die Eruption 4000 Menschen und 6000 Haustieren den Tod.

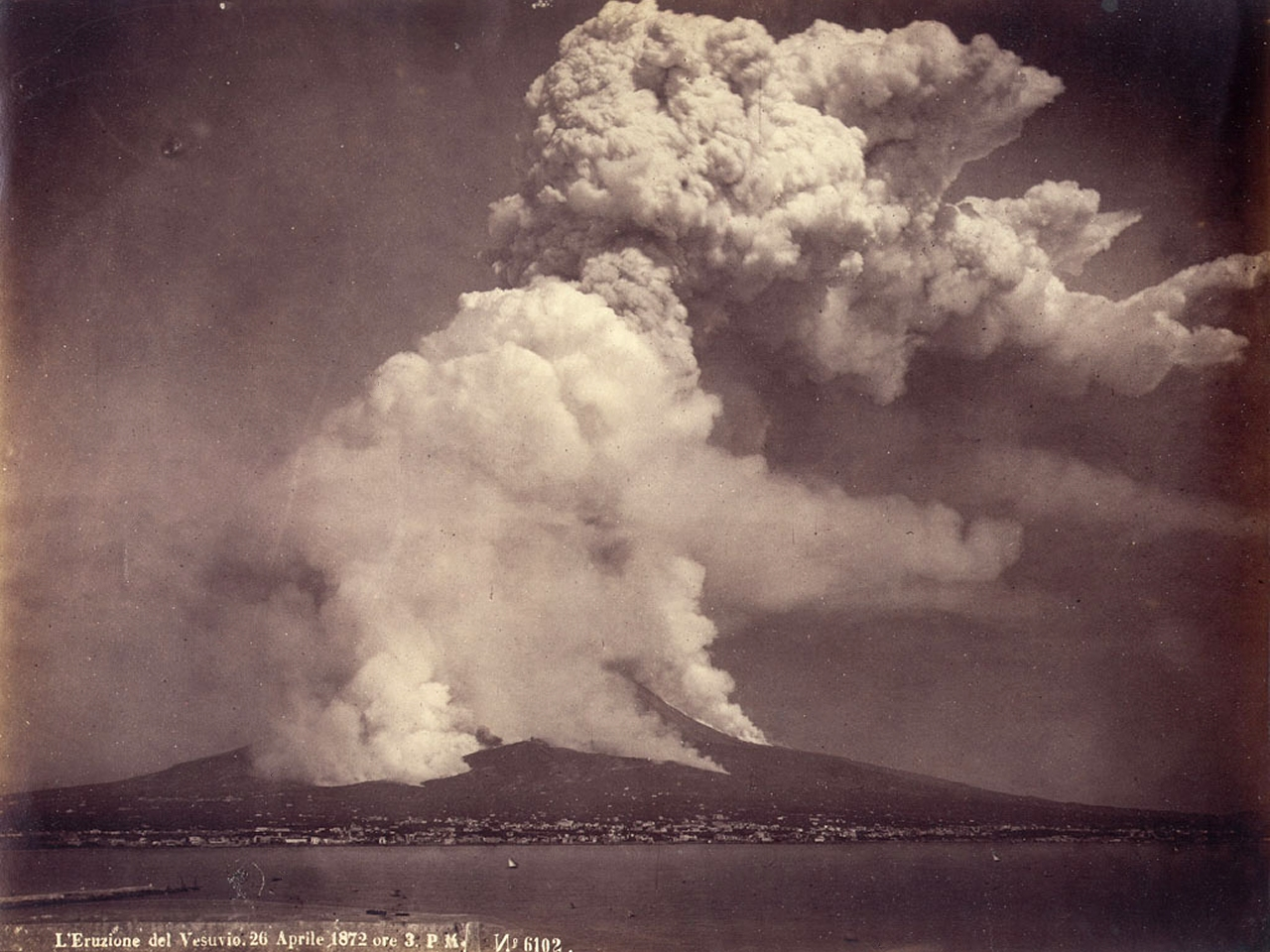
Ausbruch des Vesuv am 26. April 1872 um 3 Uhr nachmittags, gesehen von Neapel aus, Fotografie von Giorgio Sommer

Vom 17. bis zum 20. Jahrhundert brach der Vesuv rund 20 weitere Male aus. Darunter waren acht größere Eruptionen zu verzeichnen, die mit effusiven Austritten von Lava, explosiven Auswürfen von Lavafetzen und Asche und Erdbeben einhergingen und eine Gefahr für die Anwohner mit sich brachten. Am 15. Juli 1794 verschüttete ein Lavastrom Torre del Greco, am 28. Mai 1858 wurden Fosso della Vetrana, Fosso Grande und Piano delle Ginestre überschwemmt. Am 26. April 1872 zerstörte ein Ausbruch die Orte Massa di Somma und San Sebastiano und tötete 20 unvorsichtige Schaulustige. Im Anschluss an diese Eruption begann eine der längsten bekannten Aktivitätsperioden. Ab 1878 floss Lava aus den Flanken des Berges aus und formte zwei 160 m hohe, heute nicht mehr sichtbare Staukuppen. Insgesamt 86 Millionen Kubikmeter Lava traten bis 1899 aus.
Im April 1906 – bei dem stärksten Ausbruch seit 1631 – starben 105 Menschen in der Kirche von San Giuseppe, als deren Gebälk einstürzte. Die Eruption, der seit 1904 Schlackenauswürfe vorangingen, dauerte vom 4. bis zum 22. April und förderte bei ihrem Höhepunkt am 8. April Aschen bis in 1300 m Höhe. Die Kegelspitze des Berges wurde gekappt und der Vesuv büßte etwa 200 Meter an Höhe ein.
Im Sommer 1929 brach der Vulkan in mehreren Phasen aus, die Dörfer Pagano und Campitelli wurden vollkommen zerstört.

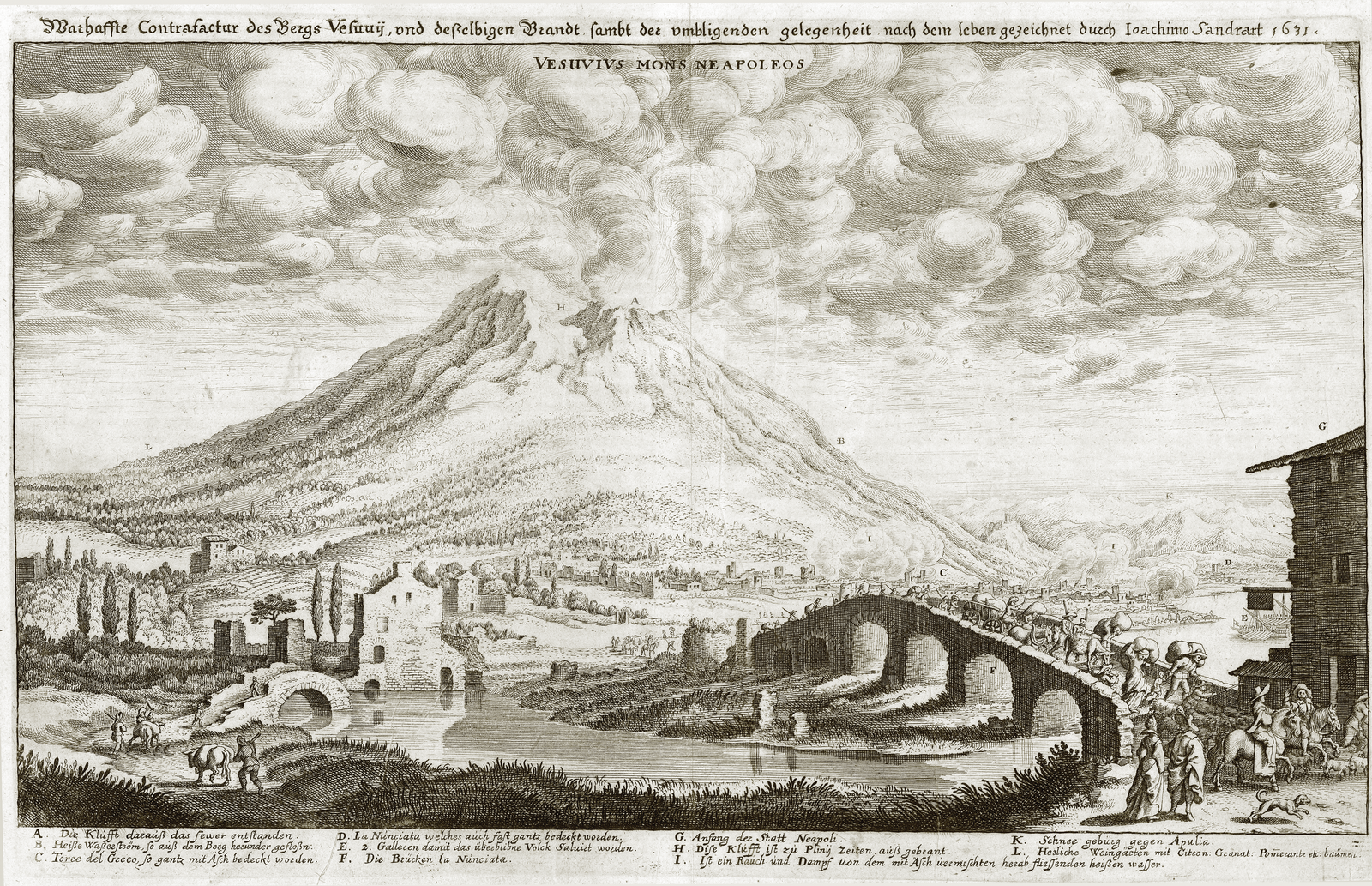
Der Vesuvausbruch des Jahres 1631, Joachim von Sandrart, Matthäus Merian (1631)
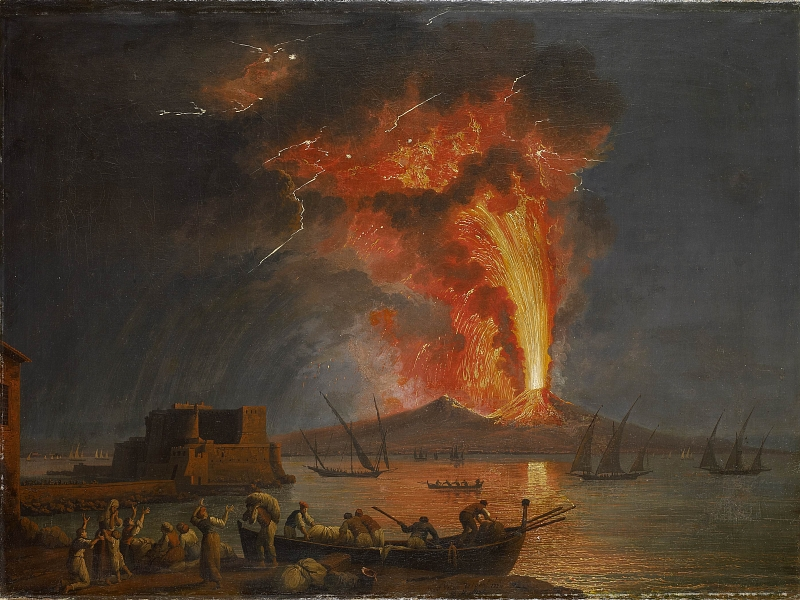
Ausbruch des Vesuvs 1779, Jacob Philipp Hackert (1779)
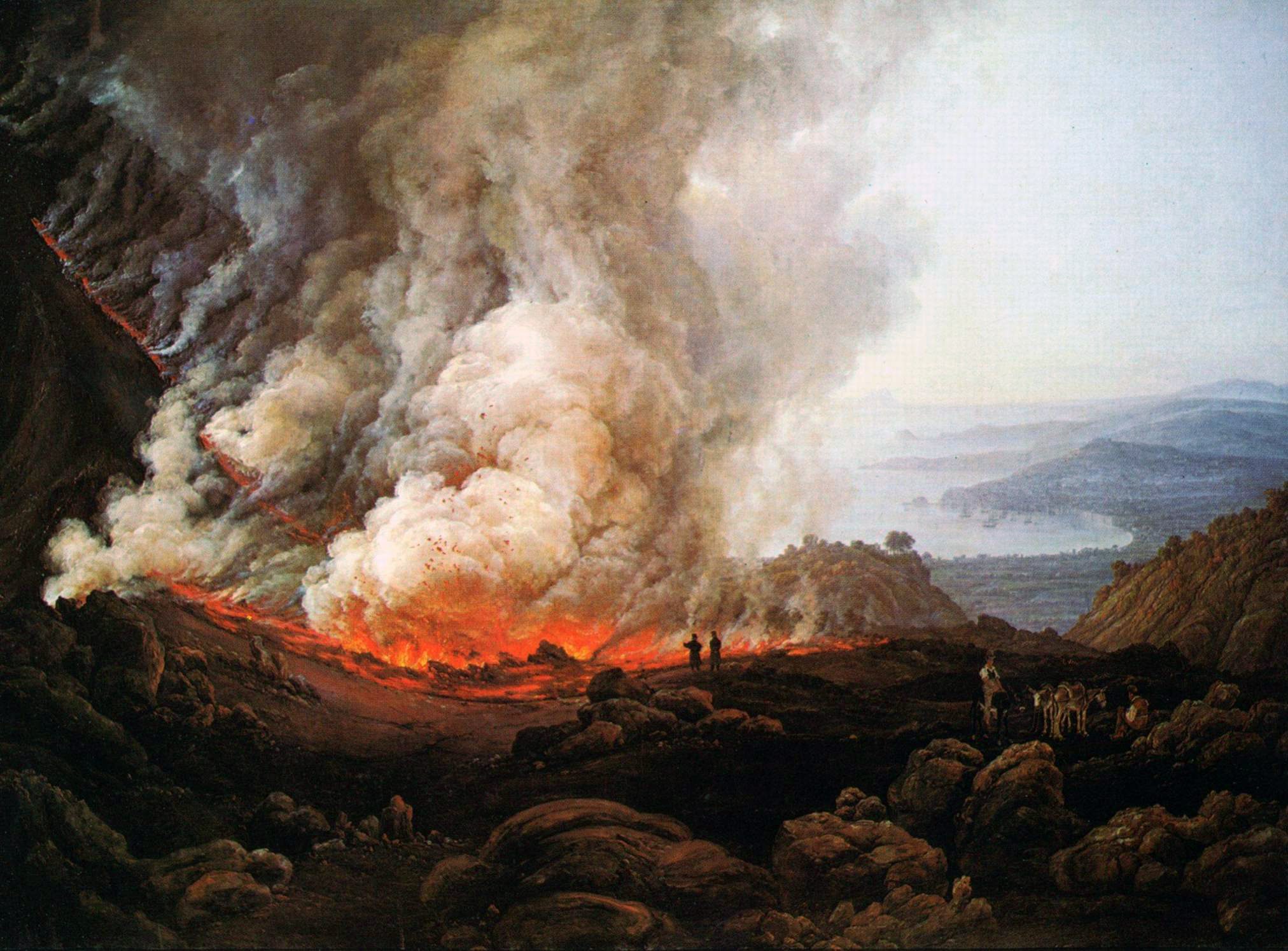
Ausbruch des Vesuv im Dezember 1820[25], Johan Christian Clausen Dahl (1824)
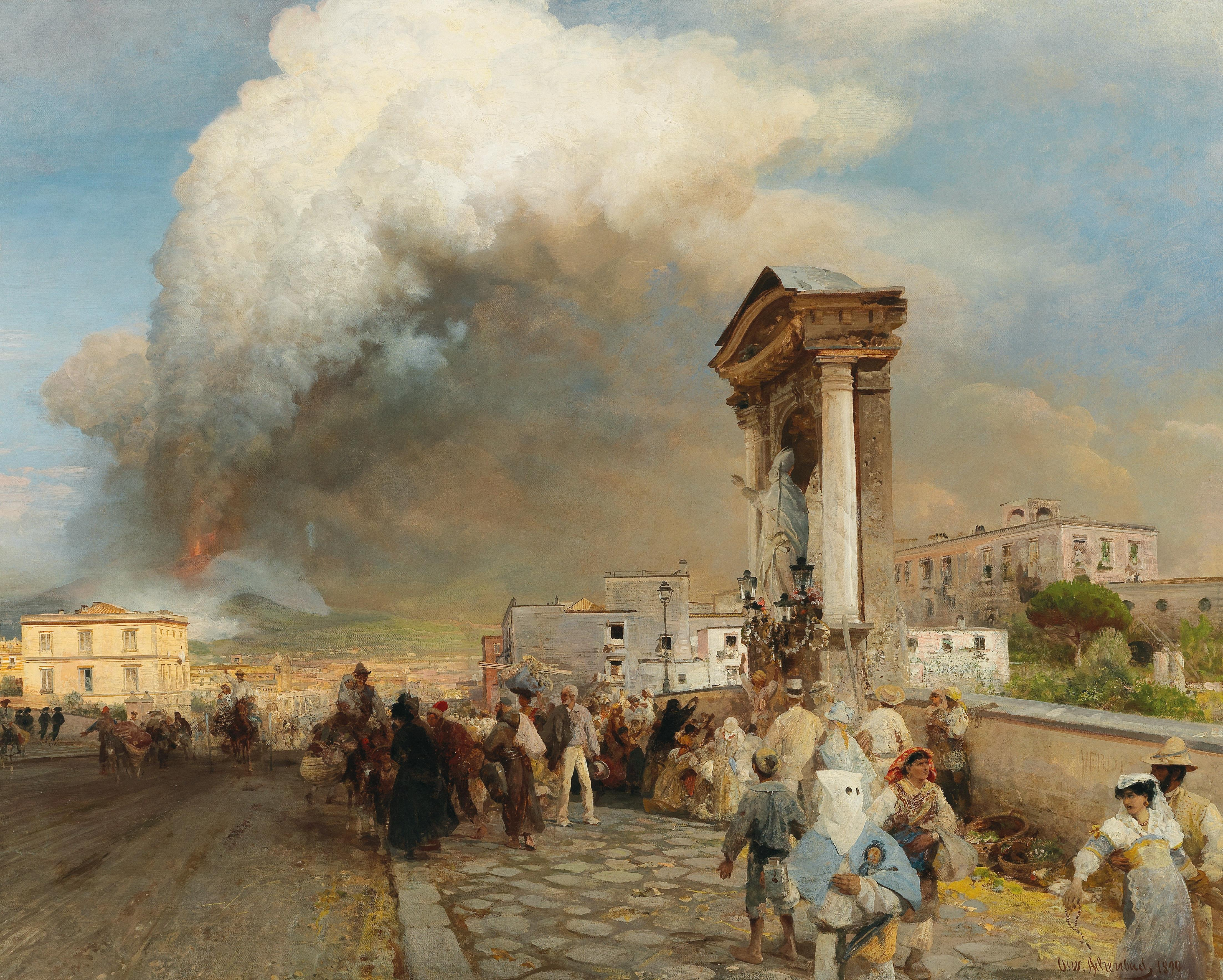
Ausbruch des Vesuv 1872, Oswald Achenbach (1890)

### Der (bisher letzte) Ausbruch im Jahr 1944

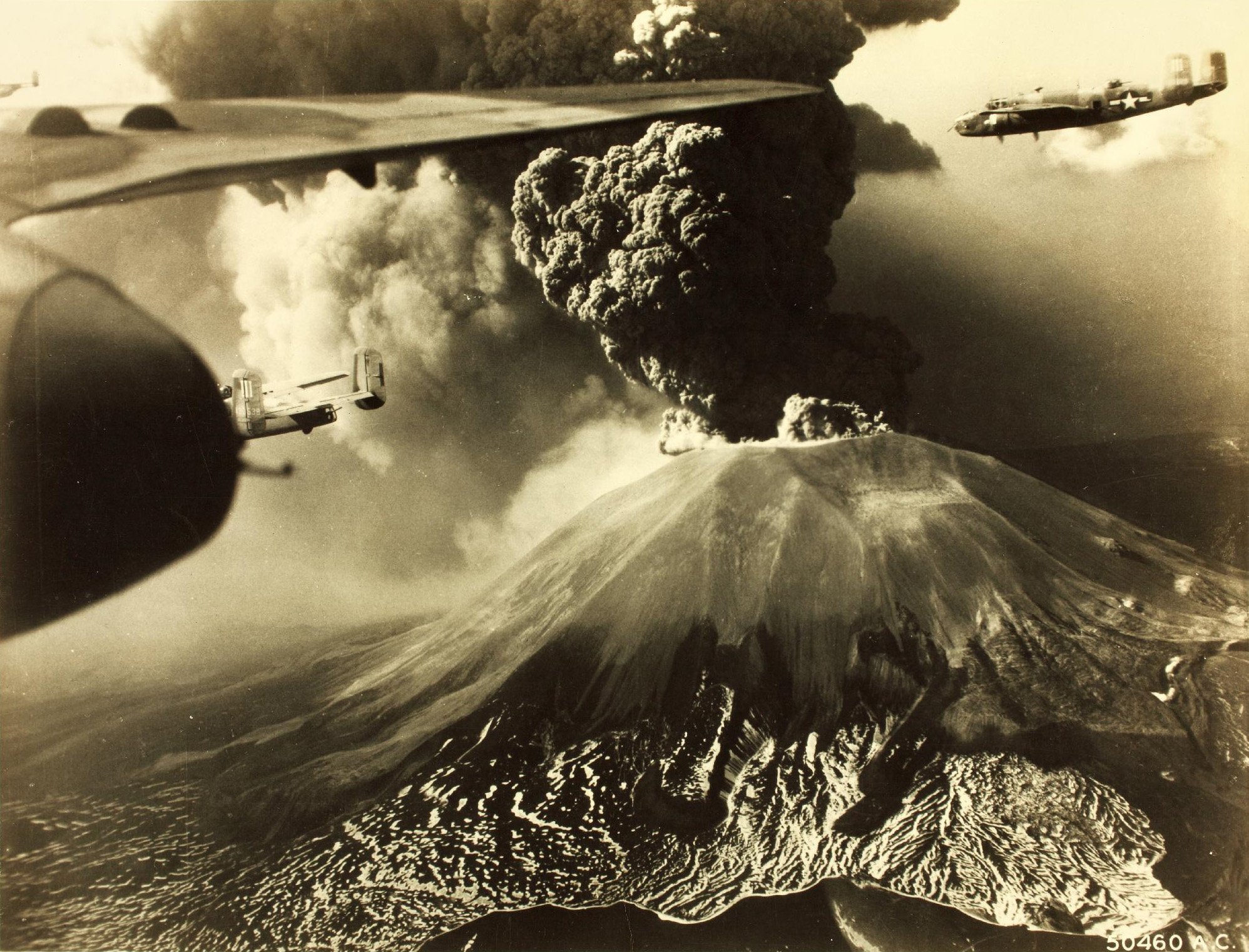
B-25-Bomber der USAAF passieren den Vesuv während seines letzten Ausbruchs im März 1944

Mitte März 1944 brach der Vesuv zum vorerst letzten Mal aus. Die Phase höchster Aktivität vom 18. bis zum 29. März war von Lavaflüssen und starken pyroklastischen Niederschlägen begleitet; auch eine Lavafontäne und kleinere pyroklastische Ströme traten auf. Trotz Evakuierung von 12.000 Personen fanden 26 Menschen dabei den Tod. Die Städtchen Massa di Somma und San Sebastiano wurden zum wiederholten Male nahezu vollständig unter Lavamassen begraben. Auf dem Militärflugplatz Pompeii Airfield in Terzigno zerstörten die Tephra-Niederschläge etwa 80 B-25-Bomber der United States Army Air Forces (USAAF). Dies war der größte Verlust an Maschinen, den die 340th Bombardment Group der in Südeuropa stationierten Twelfth Air Force im Zweiten Weltkrieg erlitt.

### Flugunfall 1958
Am 15. Februar 1958 wurde eine Douglas DC-3/VC-47A der United States Air Force (USAF) (Luftfahrzeugkennzeichen 42-93817) aus ihrer zuletzt gemeldeten Flughöhe von 6500 Fuß (1980 Metern) in den Vesuv geflogen. Die Maschine war auf dem Weg von der Ramstein Air Base (Rheinland-Pfalz) nach Istanbul und kollidierte nach einer Zwischenlandung auf dem Flughafen Neapel mit dem Vulkan. Bei diesem CFIT (Controlled flight into terrain) wurden alle 16 Insassen getötet, sechs Besatzungsmitglieder und 10 Passagiere.

### Situation seit 1944
Seit 1944 ist der Vesuv ruhig, es treten nur Fumarolen aus und leichte Beben. Der Vulkan ist aber nicht erloschen und bleibt gefährlich. Es gibt zwar Evakuierungspläne für die mehr als eine Million Einwohner, die im Falle eines Ausbruchs wie im Jahr 79 unmittelbar bedroht wären, doch sind bis heute Vorwarnungen der Vulkanologen weder zuverlässig, noch treffen sie frühzeitig genug ein. Die Pläne gehen von der bisher unerreichten Vorwarnungszeit von zwei Wochen aus. Dichtbesiedelte Orte befinden sich heute selbst an den Hängen des Vesuv, auch im Bereich des antiken Herculaneum. Das Stadtzentrum von Neapel und die neuen Hochhäuser im Bahnhofsviertel liegen in gleicher Entfernung wie einst das zerstörte Stabiae, sind aber durch den Sommawall, den Rest des alten Kraterrandes, einigermaßen geschützt.
Der aktuelle Evakuierungsplan der Regionalregierung von Kampanien von 2012, Il Programma Vesuvìa – la scelta possibile („Das Vesuv-Programm – die mögliche Entscheidung“), hat das Ziel, die Bevölkerung in der Roten Zone des Vulkans stark zu reduzieren. In diesem 200 km² großen Gebiet der höchsten Gefährdungsstufe leben 600.000 Einwohner; 150.000 Menschen sollen in den nächsten 15 Jahren (ab Bekanntgabe des Plans) umgesiedelt werden. Mit Prämien in Höhe von 30.000 € pro Familie sollen die gefährdeten Bewohner zum Wegzug motiviert werden, jedoch bisher ohne durchschlagenden Erfolg. Im Gegenteil: Obwohl neuere Erkenntnisse darauf hinweisen, dass die Magma-Kammer des Vesuvs wieder erwacht, sind laut der Umweltorganisation Legambiente in den letzten 20 Jahren allein in der Roten Zone 50.000 Häuser illegal neu gebaut worden.

## Erklärung und Erforschung des Vulkans

### Deutungen

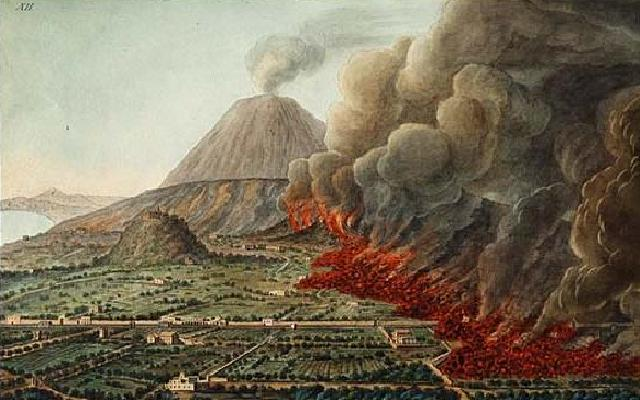
Ausbruch des Vesuvs vom Dezember 1760 bis Januar 1761, kolorierte Radierung nach einer Zeichnung von Pietro Fabri. Aus William Hamiltons Werk Campi Phlegraei, erschienen in Neapel 1776–1779, Tafel 12.

In der Antike galt die vulkanisch aktive Gegend am Golf von Neapel als eine Landschaft mit Verbindung zur Unterwelt. Die Phlegräischen Felder nahe dem Vesuv wurden als Wohnungen der Giganten und des Feuergottes Vulcanus angesehen, der ebenfalls benachbarte Avernersee soll für Aeneas der Einstieg zum Totenreich gewesen sein. Während in der Antike aber noch kritische Stimmen wie Seneca rationale Erklärungen für Erdbeben und Vulkanismus suchten, war im Mittelalter der Vulkan auch für die Gelehrten mit dem Jenseits verbunden. Petrus Damiani erzählte im 11. Jahrhundert von Dämonen, die im Vesuv das Feuer für die Verdammten schüren. In der Folge wurde der Berg mit seinen Feuerstößen und Schwefelausdünstungen zum sichtbaren Beweis für die Existenz des Fegefeuers, wenn nicht sogar zum Eingang der Hölle selbst. Auch für den Schutz wurden überirdische Kräfte angerufen, allen voran der im mittelalterlichen Neapel als mächtiger Zauberer verehrte Dichter Vergil. Seit der Eruption vom 16. Dezember 1631 übernahm der Heilige San Gennaro die Rolle des Schutzpatrons. An einer Prozession am 17. Dezember 1631, bei der die Reliquien des Heiligen dem Vesuv als Waffe entgegengehalten wurden, sollen 100.000 Menschen teilgenommen haben. Nach überstandenen Ausbrüchen im 18. Jahrhundert errichteten ihm die Bewohner von Neapel Votivdenkmäler.
Im 17. Jahrhundert begann aber bereits die naturwissenschaftliche Erkundung des Vulkans. Der Jesuit Athanasius Kircher bestieg den Berg 1638. Seine Beobachtungen und Untersuchungen fasste er 1665 in dem Werk Mundus subterraneus zu einer Theorie zusammen, nach der die Vulkangebiete der Erde durch ein unterirdisches System von Feuerkanälen miteinander verbunden seien. Damit begann eine Forschungsreihe, an deren Ende der Vesuv als der am besten untersuchte Vulkan der Erde gilt; Kirchers These konnte sich jedoch nicht durchsetzen. Die Forscher der Frühen Neuzeit waren noch wie einst die antiken Gelehrten überzeugt, die Erde sei von Höhlen durchzogen, die mit Luft und Wasser gefüllt seien. Deren Bewegungen und Stürme galten als Ursache von Erdbeben und Vulkanismus. Auch explosive chemische Prozesse wurden diskutiert. Noch das Universal-Lexicon Johann Heinrich Zedlers, das von 1732 bis 1754 erschien, machte neben unterirdischen Winden „schwefflichten und Salpeterischen Dampf“, der sich im Erdinnern entzünde, für die Tätigkeit „Feuer-speyender Berge“ verantwortlich.
Auch Giovanni Maria Della Torre und Giuseppe Maria Mecatti hielten noch an der Auffassung fest, mineralische Gärungsprozesse lösten Vulkanausbrüche aus. Die beiden geistlichen Gelehrten veröffentlichten im 18. Jahrhundert nach Untersuchungen und Experimenten am Vesuv vielbeachtete Forschungsberichte, die besonders in Methodenfragen zu den Grundlagen der Vulkanologie zählen.
Eine andere Einstellung begann sich erst mit der Arbeit William Hamiltons durchzusetzen. Der britische Diplomat war 1764 bis 1799 Gesandter am Hof von Neapel. In dieser Zeit erforschte er die italienischen Vulkane, seine Villa Angelica bei Torre Annunziata, einem Ort zu Füßen des Vesuv, diente ihm als Ausgangspunkt für seine regelmäßig durchgeführten wissenschaftlichen Exkursionen auf den Berg. Außerdem ließ er durch Padre Piaggio, einen gelehrten Mönch, ein Tagebuch führen, in dem über 14 Jahre hinweg die Aktivitäten des Berges minutiös festgehalten wurden. Hamiltons Arbeiten waren nicht nur für die Entwicklung einer neueren Theorie der Erdentstehung bedeutsam. Er widmete sich als einer der ersten auch einer Aufgabe, die bis heute zu den Hauptzielen der Vulkanforschung gehört: der Vorhersage von Ausbrüchen und dem Katastrophenschutz. Für Hamilton stand wie für die anderen frühen Forscher der Vesuv neben dem Ätna im Zentrum der wissenschaftlichen Beschäftigung mit vulkanischen Phänomenen; erst zu Beginn des 19. Jahrhunderts, mit den Veröffentlichungen Alexander von Humboldts, erweiterte sich der Blickwinkel und der Vesuv wurde zu einem Vulkan unter vielen. Humboldt beobachtete einen eruptiven Ausbruch im Jahr 1822. Er beschrieb den Zusammenbruch des Auswurfkegels und die Veränderlichkeit der Kraterränder, und er stellte die These auf, dass Vulkane durch einen Schlot mit dem Erdinneren verbunden seien. Im Vergleich mit den südamerikanischen Vulkanen, die er in den Jahren zuvor erforscht hatte, war der Vesuv für ihn aber nur noch „ein pittoresker Hügel“.
Dennoch verlor er seine Bedeutung für die Wissenschaft nicht: Von dem Vesuv-Observatorium aus, 1841 an der Südseite des Berges als erste vulkanologische Beobachtungsstation überhaupt errichtet, wird seine Tätigkeit bis heute intensiv überwacht und lückenlos aufgezeichnet. Das Observatorium unterhält ein Netzwerk von geodätischen, geochemischen und seismischen Messstationen, deren Daten der Wissenschaft und dem Zivilschutz zur Verfügung stehen.
Aus seismischen Messungen in den 1990er Jahren entstand ein dreidimensionales Modell des Vesuv und der Vulkangebiete Kampaniens, das bis zu 300 km unter die Erdoberfläche reicht. Die Messreihen führten unter anderem zur Entdeckung eines flachen Magmafeldes, das 11–15 km unter der Erdoberfläche liegt und sich unter dem gesamten Vulkangebiet Kampaniens ausbreitet. Während die in 5–6 km Tiefe liegende Magmakammer für die plinianischen Eruptionen verantwortlich ist, löst das tieferliegende Reservoir die „interplinianische“ Aktivität aus. Dieses Feld wurde als die Quelle der Ausbrüche in den Jahren 1631–1944 identifiziert. Es wird aus einer dritten magmatischen Schicht gespeist, die sich in einer Tiefe von etwa 20 km befindet. Die seismischen Daten werden auch zu Gefährdungsszenarios verarbeitet; diese Modelle zeigen die Wahrscheinlichkeit, in der Umgebung des Vesuv von einem pyroklastischen Strom oder vulkanischem Auswurf getroffen zu werden. Während sich die pyroklastischen Ströme relativ gleichmäßig ausbreiten, ist die Gefahr durch den Niederschlag von Tephra im Osten wesentlich höher, da in dem Vesuv-Gebiet Westwinde vorherrschen.

### Klassische Gliederung

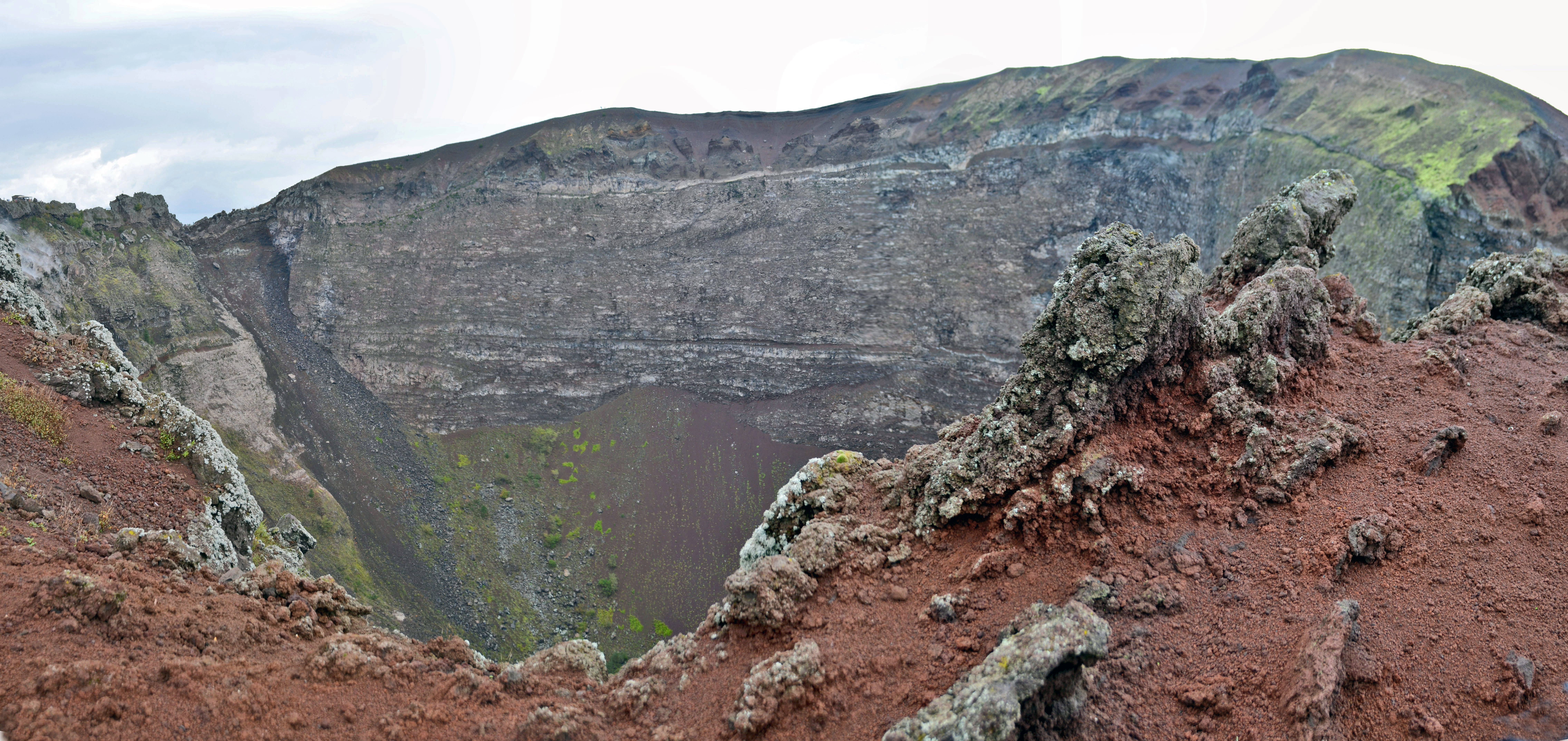
Blick in den Krater des Vesuv, Oktober 2016

Die „klassische“ Gliederung entwickelte Alfred Rittmann, der seit den 1930er Jahren den Vulkan untersucht und die Grundlage für alle nachfolgenden Arbeiten gelegt hatte. Er unterschied vier Evolutionsphasen: Die Ur-Somma, die Alt-Somma, die Jung-Somma und den Vesuv.

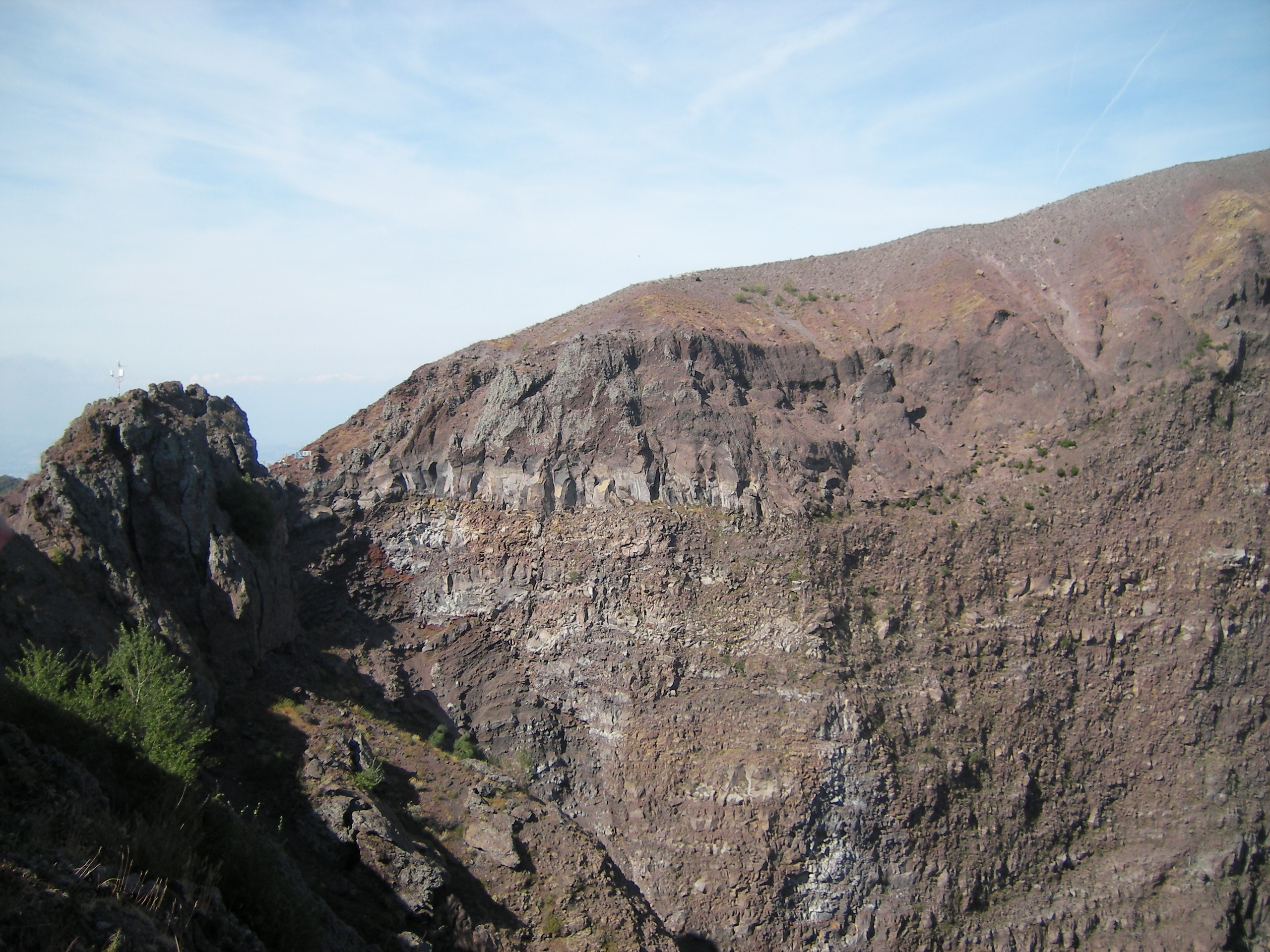
Blick in das Innere des Vesuvs

Die Ur-Somma entstand danach durch einen Initial-Durchbruch vor 12.000 Jahren, bei dem das Magma aus einer Herdtiefe von etwa 6 km zur Oberfläche drang. Danach setzte eine mindestens 2000 Jahre lange vulkanische Ruhepause ein. Das Dach der teilweise geleerten Magmakammer sank ein, was zu einer lokalen Meerestransgression führte. Gleichzeitig verlagerte sich die Magmakammer um etwa 500 m nach oben in die Trias-Dolomite. Das Magma kristallisierte aus und setzte Gase frei, die langsam nach oben stiegen (unter anderem H2O, HCl, H2S). Diese und die Gase der assimilierten Sedimente ließen den Herd-Innendruck weiter ansteigen. Vor 8000 Jahren kam es infolgedessen zu einem neuen Ausbruch, und in der anschließenden 2500 Jahre andauernden aktiven Phase bildete sich die Alt-Somma, ein 1000 m hoher Schichtvulkan. Danach stürzte der Schlot ein. Der Vulkan war mehrere Jahrhunderte inaktiv, Erosion und Bodenbildung setzten ein. Die Assimilation der Trias-Dolomite in der Kammer setzte sich jedoch fort, es kam zu einer erneuten Gasanreicherung und zu einem neuen Ausbruch, der den gasreichen oberen Teil der Magmakammer in Form von Bimssteinen (italienisch: Pomici) ausstieß. Damit setzte vor etwa 5000 Jahren die Tätigkeit des Jung-Somma ein. In dieser Periode ereigneten sich zwei weitere große Eruptionen, und an ihrem Ende erreichte der Vulkan eine Höhe von über 2000 m. Nach einer mehrere Jahrhunderte andauernden Ruhephase kam es 79 n. Chr. schließlich zu einem letzten Ausbruch des Jung-Somma, bei dem Pompeji, Herculaneum und weitere kleinere Ortschaften zerstört wurden. In der Gipfel-Caldera des Jung-Somma entstand ab dem 3. Jahrhundert n. Chr. der Kegel des heutigen Vesuv.
Das klassische Bild hat nicht vollends seine Gültigkeit verloren. Die neuere Forschung hat aber die Entstehung des Somma-Vulkans erheblich vorverlegt und die Zahl der großen Ausbrüche und deren Datierung präzisiert.

## Reisen auf den Vesuv

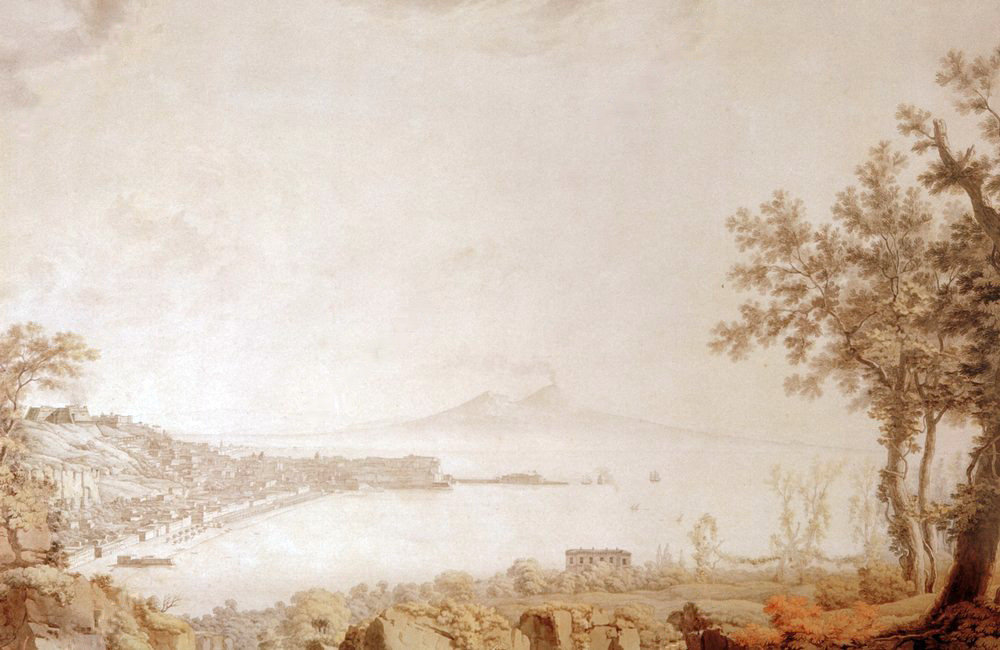
Die Bucht von Neapel mit Blick auf den Vesuv – Aquarell über Federzeichnung von Christoph Heinrich Kniep, Begleiter Goethes auf der italienischen Reise, 1787

Seit dem Beginn der Frühen Neuzeit zog der Vesuv auch Reisende an. Der früheste Reisebericht stammt von dem spanischen Offizier und Naturforscher Gonzalo Fernández de Oviedo, der sich 1501 in Neapel aufhielt. Das Interesse des breiten Publikums erwachte aber erst nach dem Ausbruch von 1631. Die ersten Exkursionen fanden bereits wenige Monate nach der Katastrophe statt. Um 1700 gehörte der Berg zum klassischen Programm der Grand Tour und wurde als Sehenswürdigkeit in die Italien-Reiseführer aufgenommen, in der Mitte des 18. Jahrhunderts war die Vesuv-Besteigung fester Programmpunkt eines Neapel-Aufenthalts. Johann Wolfgang Goethe hat auf seiner Italienischen Reise während des Aufenthalts in Neapel die Ausgrabungen in Pompeji und Herculaneum besucht und im März 1787 den Vesuv mehrfach bestiegen, wobei er sogar in ungemütliche Nähe eines aus dem Krater dringenden Lavaflusses vordrang. Zum 20. März 1787 schrieb Goethe:

„Wir versuchten noch ein paar Dutzend Schritte, aber der Boden ward immer glühender; sonneverfinsternd und erstickend wirbelte ein unüberwindlicher Qualm. Der vorausgegangene Führer kehrte bald um, ergriff mich, und wir entwanden uns diesem Höllenbrudel.“

Die Besteigung folgte seit der zweiten Hälfte des 18. Jahrhunderts einer festen Route, einem der ersten touristischen Massenpfade. Bereits 1829 beklagte Wilhelm Waiblinger, der Berg sei überlaufen. Die Touristen bestritten den Weg von Neapel zum Fuß des Berges mit der Lohnkutsche, ab 1839 mit der Eisenbahnlinie Circumvesuviana nach Resina, dem heutigen Ercolano. Von dort ging es mit Esel, Maultier, Pferd oder zu Fuß weiter. Eine europaweit bekannte Attraktion war die Eremitage, die von 1730 bis 1850 auf dem Colle San Salvatore am Westhang des Vesuv bestand. Bei dem Einsiedler konnten sich die Reisenden verpflegen, Andenken erwerben und sich in ein Gästebuch eintragen. In Deutschland machte vor allem eine Szene aus Jean Pauls Titan-Roman die Einsiedelei berühmt.

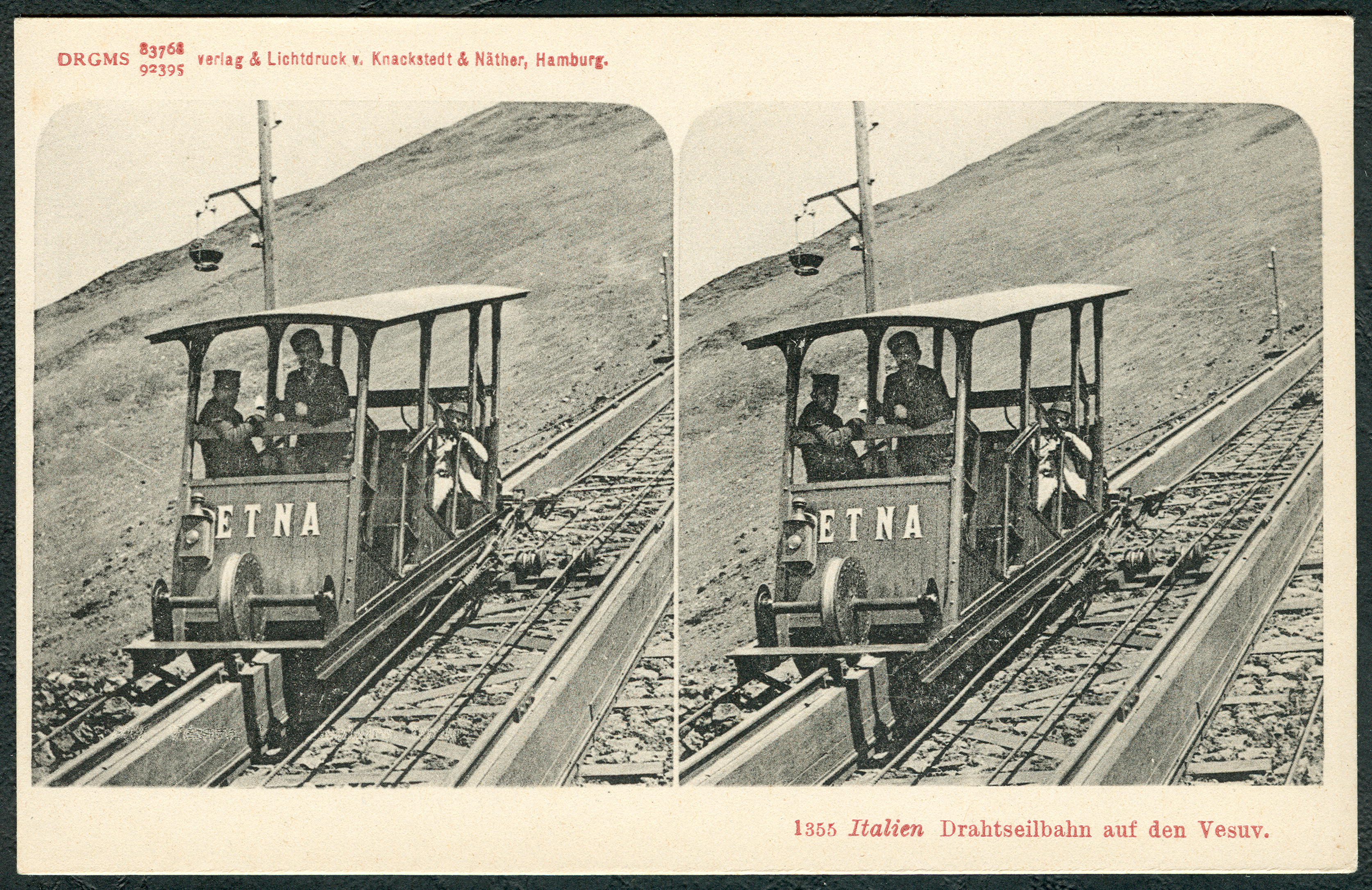
Die Standseilbahn Funicolare del Vesuvio; Stereoskopie-Ansichtskarte von Knackstedt & Näther um 1900

Ab 1880 konnten die Besucher mit der Standseilbahn Funicolare vesuviana fast bis zum Gipfel hochfahren. Anlässlich der Einweihung der Seilbahn wurde das Volkslied Funiculì, Funiculà von Peppino Turco (Text) und Luigi Denza (Melodie) komponiert. Während das Lied heute weltbekannt ist, gibt es die Standseilbahn nicht mehr. 1888 übernahm die Firma Thomas Cook die Bahn und erweiterte das Geschäft mit dem Vulkan-Tourismus noch um ein Hotel und eine Bahnlinie von Pugliano bei Herculaneum zur Talstation der Standseilbahn (Länge 7,7 km, Spurweite 1000 mm, elektrisch, teilweise Zahnrad System Strub). Die Bahnstrecken wurden beim Ausbruch des Vesuv von 1906 beschädigt und nach dem verheerenden Ausbruch von 1944 wurde der Bau einer Autostraße bis auf 1000 Meter sowie der Ersatz der zerstörten Standseilbahn durch eine Sesselbahn (aus Kostengründen) beschlossen. Nach Vollendung beider im Jahre 1955 wurden alle alten Bahnabschnitte endgültig stillgelegt; lediglich am Kraterrand sind noch ein paar Metallreste der Standseilbahn zu sehen. Auch der Betrieb der Sesselbahn wurde 1984 eingestellt, da die Kapazität für den Touristenandrang nicht ausreichte und Querwinde den Betrieb oft verhinderten. Heutzutage erreicht man den Krater nach Ende der Autostraße auf 1017 Metern über einen Fußweg.

## Landschaftsschutz

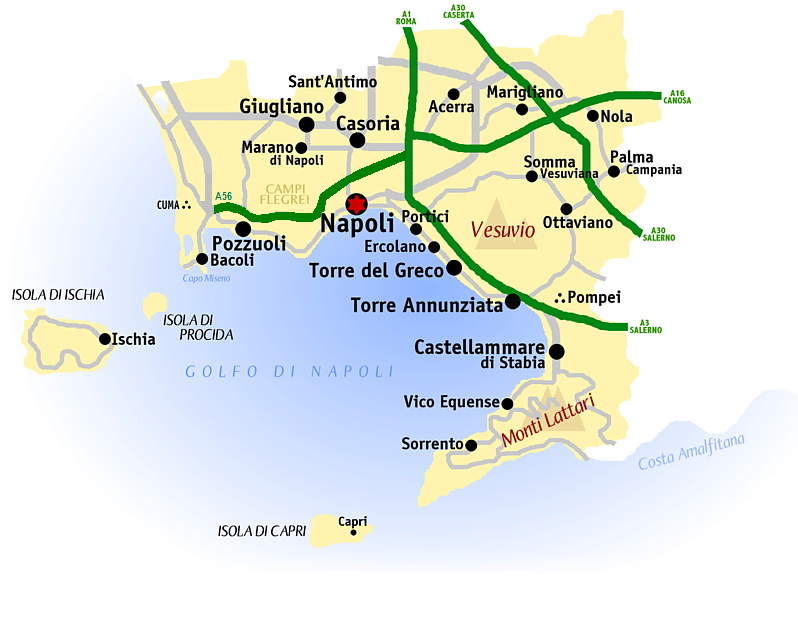
Neapel, der Vesuv und umliegende Gemeinden

Zur Pflege und Bewahrung des Vesuv-Gebietes wurde am 5. Juni 1995 in der Provinz Neapel der Parco Nazionale del Vesuvio gegründet. Er ist 8482 ha groß und umfasst die 13 Gemeinden Boscoreale, Boscotrecase, Ercolano, Massa di Somma, Ottaviano, Pollena Trocchia, Sant’Anastasia, San Giuseppe Vesuviano, San Sebastiano al Vesuvio, Somma Vesuviana, Terzigno, Torre del Greco und Trecase. Zum Park gehören zwei Schutzgebiete: Das Biosphärenreservat Somma-Vesuvio und Miglio d’Oro, in dem auch das verschüttete Pompeji liegt, und das 1000 ha große Waldreservat Tirone Alto Vesuvio am Kratergürtel.
Das Parkgebiet ist dicht besiedelt, die Bebauung reicht bis in eine Höhe von 700 Metern. In der Landwirtschaft herrscht der Wein- und Obstanbau vor. Die Hänge des Vesuv sind trocken. Eine grausilbrige Flechte, das Stereocaulon vesuvianum, bereitet den Boden für die Ansiedlung weiterer Pionierpflanzen auf dem Lavaboden und die Bildung der Macchia vor. Der Somma ist feuchter. Dort finden sich Mischwälder aus Kastanien, Eichen, Erlen, Ahorn, Steineichen und Birken; letztere sind eine Seltenheit im Mittelmeergebiet.
Die Parkverwaltung unterhält ein Netz von Wanderwegen und unterstützt kulturelle Veranstaltungen der Gemeinden. Neben der Pflege kultureller, landwirtschaftlicher und handwerklicher Traditionen hat sie sich den Schutz der typischen Kulturlandschaft zum Ziel gesetzt, die seit 1944 von der Gewalt des Vulkans verschont geblieben ist.

## Darstellung in der Kunst (Auswahl)

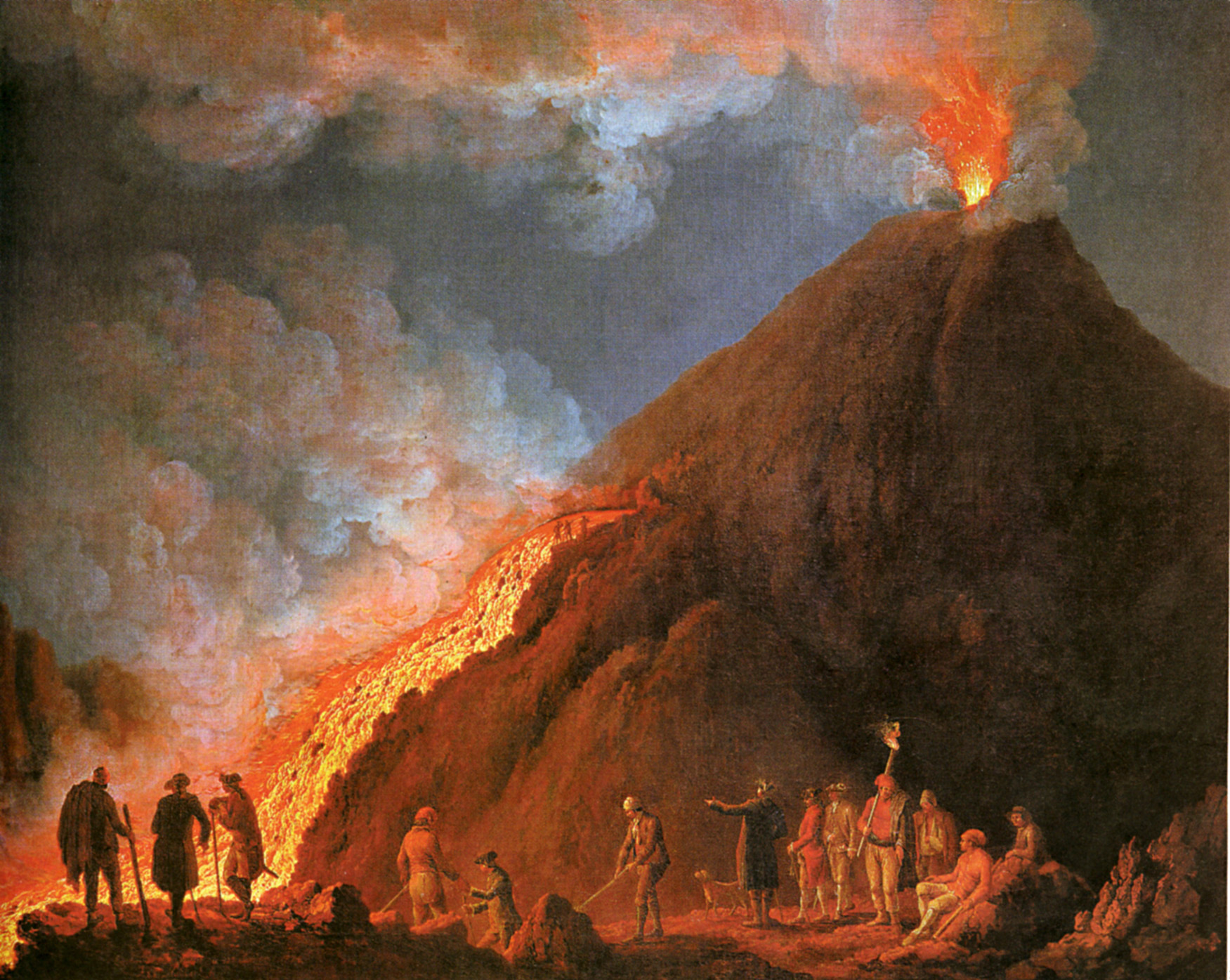
Der Vesuvausbruch im Jahr 1774, Jakob Philipp Hackert, 1774

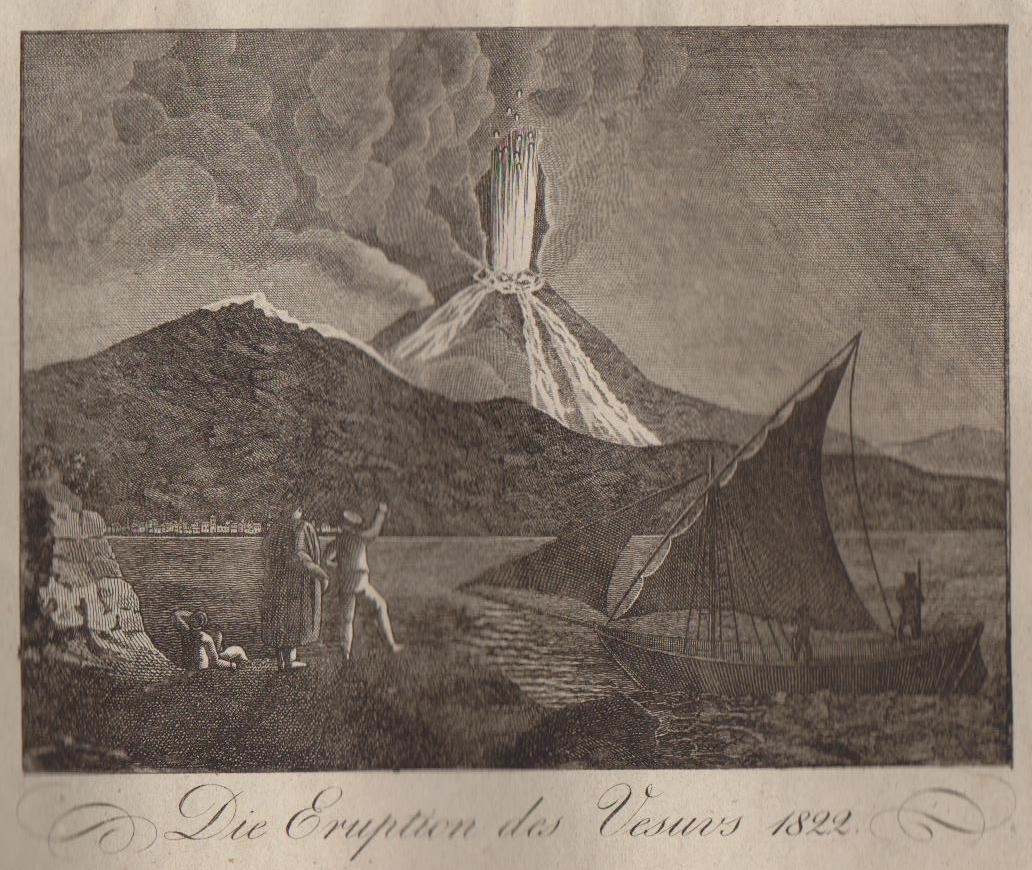
Eruption vom 21. bis 24. Oktober 1822 in einer zeitgenössischen Darstellung

Der Vesuv wurde aufgrund seiner Faszination vielfach künstlerisch dargestellt.
- Jakob Philipp Hackert, Vesuv bei Nacht
- Johan Christian Clausen Dahl, Ausbruch des Vesuv
- Michael Wutky, 1772 bis 1785 mehrere Darstellungen des Vesuv, einige davon in der Sammlung der Fürsten Harrach
- Karl Brjullow: Der letzte Tag von Pompeji (1833)
- Carl Götzloff, ab 1835 Hofmaler, zahlreiche Darstellungen
- Clarkson Stanfield, Ausbruch des Vesuv 1839
- Gavril Pavlovic Kondratenko, Der alte Hafen von Sorrent mit dem Vesuv im Hintergrund
- Vesuv von Wörlitz, künstlicher Vulkan
- Giorgio Sommer, zahlreiche Fotos des Vesuvs, darunter auch der Ausbruch vom 26. April 1872
- Andy Warhol, Vesuvius (1985)

„Neapel, den 19. Juni 1902. Der Vesuv raucht noch immer nicht, und ich werde mich sobald ich ausgehen kann, bei Herrn Cook beschweren. Ich verlange ja keinen direkten Ausbruch, aber bloß so dazustehen wie jeder andere Berg, ohne die geringste Rauchsäule, das ist für einen allgemein anerkannten und im Baedeker mit zwei Sternen versehenen Vulkan entschieden zu wenig. […] jetzt rauche er wirklich, und zwar ‚bedeutend‘, aber es sind immer bloß Wolken, und die kann man ebensogut über dem Kreuzberg sehen, der gar keinen Stern hat. Herr Bertolini, den ich interpelliert habe, erklärt, er rauche doch, aber ‚sehr dünn‘. Ein netter Rauch, den man nicht sieht! Auf den Renommierphotographien des Vesuv sieht man bekanntlich immer sehr dicken Rauch, aber mir scheint, das ist ein Kunststück des Retuscheurs. Kurz, ich werde immer skeptischer. – trotzdem wollen wir diesen zweifelhaften Vulkan besuchen, und zwar unter Umgehung des Herrn Thomas Cook mit dem Automobil.“

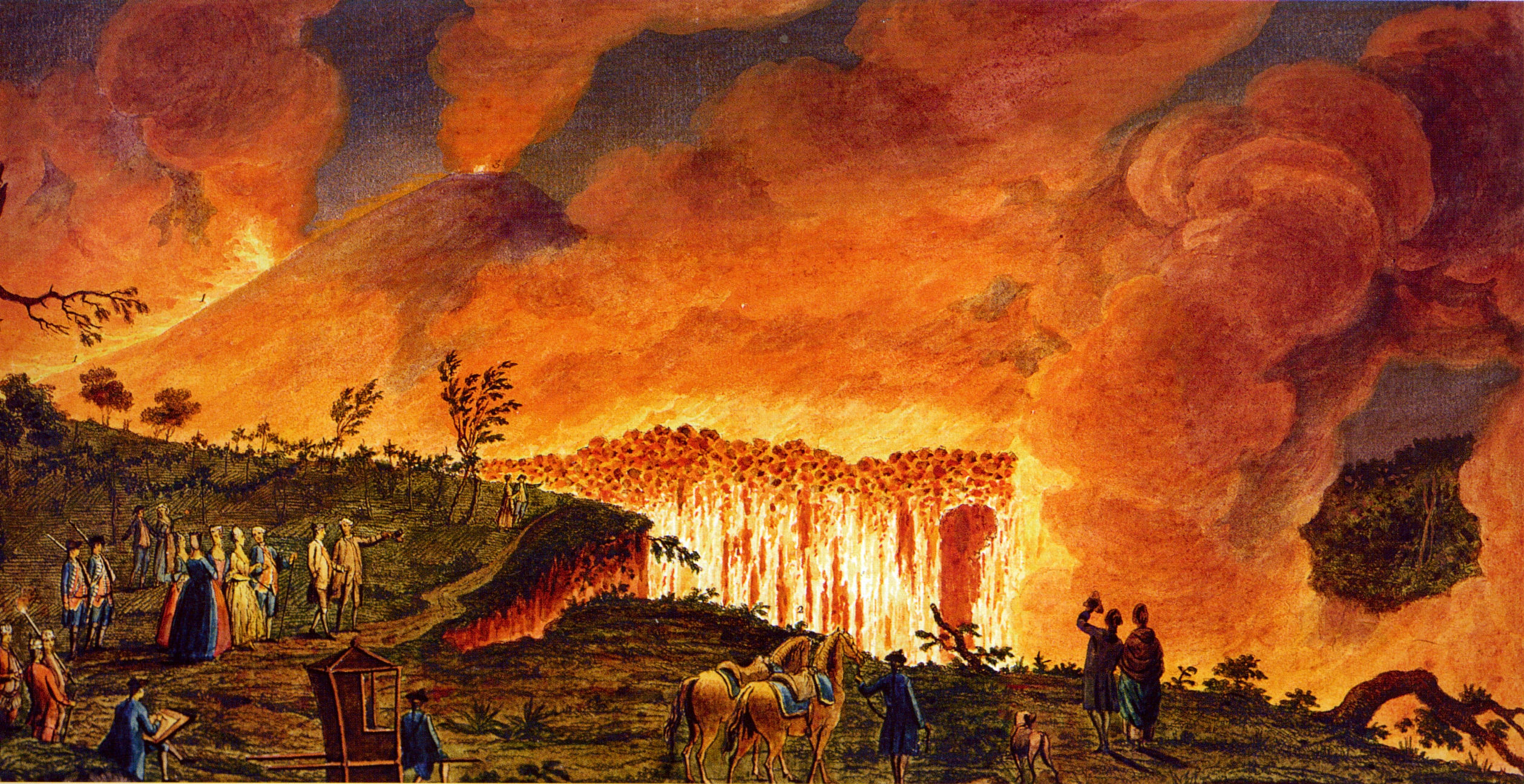
Touristen an einem Lavastrom auf einem Gemälde von Gavin Hamilton (1723–1798)
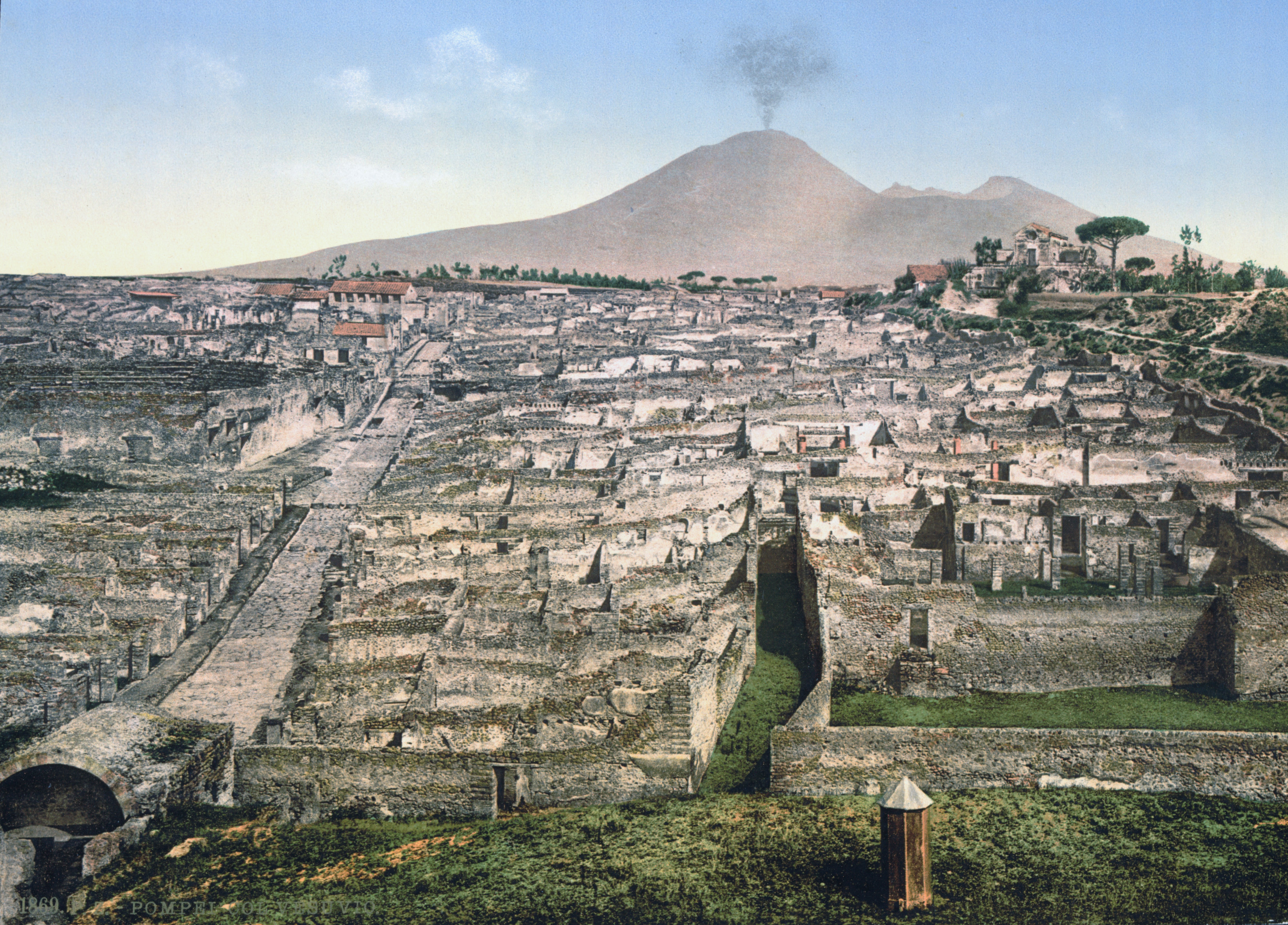
Pompeji und der Vesuv (um 1900)

## Trivia
Bei Heiligenschwendi im Schweizer Kanton Bern (östlich von Thun) gibt es einen Aussichtshügel mit dem Namen Vesuv (1116 m).